# Liste der Kulturdenkmale in Gohlis-Süd (A–F)
Die Liste der Kulturdenkmale in Gohlis-Süd enthält die Kulturdenkmale des Leipziger Ortsteils „Gohlis-Süd“ des Stadtteils Gohlis, die in der Denkmalliste vom Landesamt für Denkmalpflege Sachsen mit Stand 2017 erfasst wurden.
Die alphabetisch nach Adressen geordnete Liste ist aufgrund der hohen Anzahl der Kulturdenkmale wie folgt unterteilt:
- Liste der Kulturdenkmale in Gohlis-Süd (A–F)
- Liste der Kulturdenkmale in Gohlis-Süd (G–M)
- Liste der Kulturdenkmale in Gohlis-Süd (N–Z)

Diese Teilliste enthält die Kulturdenkmale von A–F.

## Legende
- Bild: Bild des Kulturdenkmals, ggf. zusätzlich mit einem Link zu weiteren Fotos des Kulturdenkmals im Medienarchiv Wikimedia Commons. Wenn man auf das Kamerasymbol klickt, können Fotos zu Kulturdenkmalen aus dieser Liste hochgeladen werden:
- Bezeichnung: Denkmalgeschützte Objekte und ggf. Bauwerksname des Kulturdenkmals
- Lage: Straßenname und Hausnummer oder Flurstücknummer des Kulturdenkmals. Die Grundsortierung der Liste erfolgt nach dieser Adresse. Der Link (Karte) führt zu verschiedenen Kartendiensten mit der Position des Kulturdenkmals. Fehlt dieser Link, wurden die Koordinaten noch nicht eingetragen. Sind diese bekannt, können sie über ein Tool mit einer Kartenansicht einfach nachgetragen werden. In dieser Kartenansicht sind Kulturdenkmale ohne Koordinaten mit einem roten bzw. orangen Marker dargestellt und können durch Verschieben auf die richtige Position in der Karte mit Koordinaten versehen werden. Kulturdenkmale ohne Bild sind an einem blauen bzw. roten Marker erkennbar.
- Datierung: Baubeginn, Fertigstellung, Datum der Erstnennung oder grobe zeitliche Einordnung entsprechend des Eintrags in der sächsischen Denkmaldatenbank
- Beschreibung: Kurzcharakteristik des Kulturdenkmals entsprechend des Eintrags in der sächsischen Denkmaldatenbank, ggf. ergänzt durch die dort nur selten veröffentlichten Erfassungstexte oder zusätzliche Informationen
- ID: Vom Landesamt für Denkmalpflege Sachsen vergebene, das Kulturdenkmal eindeutig identifizierende Objekt-Nummer. Der Link führt zum PDF-Denkmaldokument des Landesamtes für Denkmalpflege Sachsen. Bei ehemaligen Kulturdenkmalen können die Objektnummern unbekannt sein und deshalb fehlen bzw. die Links von aus der Datenbank entfernten Objektnummern ins Leere führen. Ein ggf. vorhandenes Icon  führt zu den Angaben des Kulturdenkmals bei Wikidata.

## Liste der Kulturdenkmale in Gohlis-Süd, A–F
| Bild           | Bezeichnung | Lage                                        | Datierung                                                                      | Beschreibung | ID       |
| -------------- | --- | ------------------------------------------- | ------------------------------------------------------------------------------ | --- | -------- |
|                | Platzanlage | Auerbachplatz (Karte)                       | nach 1920 (Spielplatz)                                                         | gestaltete Grünfläche (gegenüber Blochmannstraße 29–51) mit Baumreihen und Treppe, begrenzt durch Eisenbahn-Viadukt, ortsentwicklungsgeschichtlich und stadtgrüngeschichtlich von Bedeutung | 09293850 |
|                | Mietshaus in halboffener Bebauung und eiserne Einfriedung an der Schorlemmerstraße                                              | Berggartenstraße 4 (Karte)                  | 1905 (Mietshaus)                                                               | Putzfassade, baugeschichtlich von Bedeutung | 09293166 |
|                | Mietshaus in geschlossener Bebauung                                                                                             | Berggartenstraße 6 (Karte)                  | 1906/1907 (Mietshaus)                                                          | Klinkerfassade, baugeschichtlich von Bedeutung | 09293167 |
|                | Mietshaus in halboffener Bebauung in Ecklage, mit seitlicher Toreinfahrt an der Lindenthaler Straße                             | Berggartenstraße 8 (Karte)                  | 1908 (Mietshaus)                                                               | Putzfassade, baugeschichtlich von Bedeutung | 09293168 |
| Weitere Bilder | Doppelmietshaus in geschlossener Bebauung                                                                                       | Berggartenstraße 10; 12 (Karte)             | 1908–1909 (Doppelmietshaus)                                                    | mit Tordurchfahrt, Putzfassade, baugeschichtlich von Bedeutung Ein Erstentwurf der Architekten Leopold und Alfred Stentzler für Maurermeister August Kluge vom Jahresende 1905 kam nicht zur Ausführung. Der Entwurf zeigte für jede Haushälfte einen vertikal ausgerichteten Fassadenaufbau mit markantem, mittig konzipiertem Kastenerker nebst Zwerchhaus und Jugendstildekor. Einem neuerlichen Bauantrag 1908, nun für die Firma Börngen & Co., war zunächst mehr Erfolg beschieden. Nach der Rohbauprüfung im September des Jahres stockte der Bau und konnte erst nach Zwangsversteigerung der Grundstücke weitergeführt werden. Ersteher war Maurermeister Friedrich August Kluge, die Gestattung der Ingebrauchnahme erfolgte Anfang Juli 1909. Putzfassaden über bis zur Sohlbankhöhe der Parterrefenster reichendem Sandsteinsockel auf Granitquaderschwelle werden durch Polygonalerker in den Obergeschossen geprägt. Diese sind aus der Mitte der Straßenfront eines jeden Hauses nach außen gerückt, flankiert von Loggien mit massiven Brüstungen und darunter befindlichen Hausdurchfahrten. Die beiden großzügigen Eingänge liegen unmittelbar nebeneinander, schmückender Dekor zeigt Reformstilcharakteristika. Hinter den beiden über die Trauflinie hinaus reichenden Erker sind mächtige Zwerchhausgiebel gefügt, die gelungene Sanierung bezog die qualitätvolle „gutbürgerliche“ Ausstattung ein. Repräsentativer später Jugendstilbau mit großer optischer Wirkung im Straßenraum, baugeschichtlich von Bedeutung. LfD/2018 | 09293169 |
|                | Mietshaus in halboffener Bebauung in Ecklage                                                                                    | Berggartenstraße 14 (Karte)                 | 1911–1912 (Mietshaus)                                                          | Putzfassade, baugeschichtlich von Bedeutung Karl Alfred Landmann, Bauwerksmeister aus Lindenau steht für Ausführung und Bauleitung, die Herren des Baugeschäfts Friedrich und Jahn sicherten zunächst die Finanzierung des 1911–1912 erbauten viergeschossigen Wohngebäudes in stumpfwinkliger Ecklage. Doch bereits mit Ausreichung der Baugenehmigung übernahm Landmann allein die Funktion des Bauherren. 1913 gelangten Haus und Boden in das Eigentum der Leipziger Grundstücksverwertungsgesellschaft mbH, 1919 an Hofmundbäcker Alfred Bärwinkel bzw. wohl kurzzeitig an Privatmann Richard Hermann Nestmann. Im Jahr 1920 wurde Minna Theresa Wieseler geb. Held Eigentümerin. Für das Parterre waren 1911 zwei Mietparteien vorgesehen, in allen oberen Etagen lediglich eine Wohnung, eine kleinere unterm Dach. Diese jedoch wurden im Zeitraum 1935 bis 1937 in ebenfalls zwei Wohnungen geteilt, rückwärtig befanden sich Veranden, die 1998 wieder neu errichtet wurden. Im Hofbereich war eine leider nicht überkommene Autogarage aufgestellt – aus dem Jahr 1913! Klarheit und Sachlichkeit der Reformstilarchitektur prägen die Putzfassade, kleinteilige Fenstersprossungen verleihen der Fassade einen ausgesprochen vornehmen Duktus. Deutlich der Unterschied zwischen original erhaltenen Kastenfenstern mit ihrer Eleganz und einigen neu gefertigten Fenstern mit zu breiten Holmen und Rahmungen. An der verbrochenen Ecke liegt der Hauseingang mit einer überfangenden Girlandendekoration, beidseits schließen in (ihrer Wirkung etwas zu mächtig scheinende) Kastenerker an mit einer optischen Weiterführung durch Zwerchhäuser in der Dachzone. Die anspruchsvolle Ausstattung ist weitgehend erhalten, die hohen Wohnräume versprechen höchsten Wohnkomfort, das Gebäude ist saniert. Das markante Eckgebäude ist städtebaulich bedeutsam, besitzt als gutbürgerliches Mietshaus einen baugeschichtlichen Wert. LfD/2018 | 09293171 |
| Weitere Bilder | Wohnhauszeile in offener Bebauung, mit Einfriedung und Garagenhaus                                                              | Berggartenstraße 15; 17; 19; 21 (Karte)     | 1934 (Wohnhaus)                                                                | Putzfassaden, Windfangtüren, baugeschichtlich von Bedeutung 1934 Antrag der Genossenschaft Marienhöhe EGMBH auf den Bau eines viergeschossigen Wohnblocks mit 33 Wohnungen. Bis auf das Erdgeschoss, in dem Wohnungen für Kinderreiche projektiert waren, sind die übrigen Zweizimmer-Wohnungen mit Bad, IWC und Küchenaustritt. Die Pläne schuf der Architekt Walter Haedrich. Sockel, gestufte Eingangsgewände und die eingestellte, von niedrigen getreppten Dachaufbauten überragten Treppenhausachsen in dunkel gebranntem Klinkern gliedern den Baublock schlicht aber wirkungsvoll. LfD/1998/2002 | 09293175 |
|                | Wohnhaus in offener Bebauung in Ecklage                                                                                         | Berggartenstraße 18 (Karte)                 | 1830/1840 (Wohnhaus)                                                           | Putzfassade, baugeschichtlich von Bedeutung Letztes Zeugnis der ländlichen Bebauung in der ehemaligen Gartenstraße. Die Giebelgestaltung des eingeschossigen, fünfachsigen Hauses mit Krüppelwalmdach, dreiachsigem Zwerchhaus und Dachhäusern weist in die Zeit um 1830/1840. Das ehemalige Töpferhaus erhielt 1890 Anschluss an die Kanalisation. LfD/1998/2002 | 09293172 |
|                | Mietshaus in ehemals geschlossener Bebauung                                                                                     | Berggartenstraße 22 (Karte)                 | 1877 (Mietshaus)                                                               | mit Tordurchfahrt, Putzfassade, Holzpaneele in der Tordurchfahrt, baugeschichtlich von Bedeutung Als eines der ersten mehrgeschossigen Mietshäuser in der neugepflasterten Straße 1877 auf Antrag von Heino Kanz erbaut. Neben der Tordurchfahrt im (mit Putzquaderung versehenen) Erdgeschoss lag ursprünglich ein Laden. Das dreigeschossige, mit „französischem“ Dach versehene Haus zeigt in Fensterverdachungen, Konsolgesims und in der Putzzeichnung den äußerst feinteiligen Baudekor dieser Zeit. 1888 wurde der dreiachsige Anbau angefügt. LfD/1998/2002 | 09297887 |
|                | Mietshaus in geschlossener Bebauung                                                                                             | Berggartenstraße 26 (Karte)                 | 1880 (Mietshaus)                                                               | mit Tordurchfahrt, Putzfassade, baugeschichtlich von Bedeutung Anstelle eines 1836 erbauten eingeschossigen Hauses mit übergiebeltem Zwerchhaus, das 1856 um ein Geschoss erhöht worden war, entstand 1880 der Neubau eines dreigeschossigen Mietshauses. Die Pläne stammen vom Gohliser Maurermeister Harz und folgen dem typischen Muster: Mansarddach, Seitendurchfahrt, Spundierung im Erdgeschoss, zurückhaltende Fensterverdachung im ersten Obergeschoss sowie feinteilige Friese und Gesimse. LfD/1998/2002 | 09262324 |
|                | Mietvilla (mit Ausstattung), mit Vorgarten                                                                                      | Bleichertstraße 2 (Karte)                   | 1886 (Mietvilla)                                                               | Putzfassade, neorenaissancistisches Formenrepertoire, jüngere Erweiterung, baugeschichtlich von Bedeutung | 09299235 |
|                | Mietshaus in halboffener Bebauung                                                                                               | Bleichertstraße 4 (Karte)                   | 1881 (Mietshaus)                                                               | Putzfassade, baugeschichtlich von Bedeutung | 08986039 |
|                | Mietshaus in halboffener Bebauung, mit Vorgarten und Einfriedung                                                                | Bleichertstraße 14 (Karte)                  | 1925–1926 (Mietshaus)                                                          | mit Kanalstraße 5 zur Wohnanlage Blochmannstraße 23–27 gehörend, Putzfassade, im traditionalistischen Stil, baugeschichtlich von Bedeutung | 09293883 |
|                | Mietshäuser einer Wohnanlage | Bleichertstraße 15; 17 (Karte)              | 1925–1926 (Doppelmietshaus)                                                    | mit Blochmannstraße 29–59 eine Wohnanlage bildend, Putzfassade, im traditionalistischen Stil, baugeschichtlich von Bedeutung | 09293884 |
|                | Haltepunkt eines Bahnhofs, mit zwei Eisenbahnbrücken über die Lützowstraße sowie Eisenbahnviadukt an der Blochmannstraße        | Blochmannstraße (Karte)                     | 1894, Eröffnung (Personenbahnhof), 1906–1907 (Viadukt), 1894 (Eisenbahnbrücke) | Viadukt liegt zwischen Geibelstraße und Lützowstraße, Doppelbahnhof mit zwei getrennten Haltepunkten, nur noch der nördliche, etwas tiefer gelegene Haltpunkt mit historischen Ausstattungselementen wie Überdachung und Pflasterung des zwischen den Gleisen liegenden Bahnsteigs erhalten, südlicher Haltepunkt vollständig erneuert und ohne Denkmalwert, nördliche Eisenbahnbrücke Eisenkonstruktion, südliche Eisenbahnbrücke gelbes Klinkermauerwerk mit Sandsteingliederung, Brückenpfeiler mit Obeliskenaufsätzen, östlich anschließend der ebenfalls in gelber Klinkerarchitektur ausgeführte und von Bögen getragene Viadukt, ortsentwicklungsgeschichtlich und eisenbahngeschichtlich von Bedeutung | 09294931 |
|                | Mietshäuser einer Wohnanlage, mit Einfriedung und Vorgarten                                                                     | Blochmannstraße 23; 25; 27 (Karte)          | 1925–1926 (Mehrfamilienwohnhaus)                                               | mit Kanalstraße 5 und mit Bleichertstraße 14 eine Wohnanlage bildend, Putzfassade, Terrazzo im Eingangsbereich, im traditionalistischen Stil, baugeschichtlich von Bedeutung Der mit nur drei Häusern kürzeste Block zwischen Kirchweg und Kanalstraße wurde zwischen März 1925 und Juni 1926 errichtet. Die hinter einem Grünstreifen zurückgesetzten Fassaden zur Blochmannstraße sind wie bisher dreigeschossig, die zu den Seitenstraßen jedoch viergeschossig. Zwischen beiden ist an den Nebenstraßen eine Durchfahrt zum Hof angelegt. Die Fassadengestaltung zur Hauptstraße ist mit der von Nummer 33–27 identisch. Neu ist die farbige Differenzierung der Baublöcke, die hier mit einem kräftigen Ockergelb einsetzt. Bis 1992 war die ursprünglich achtfache Sprossenteilung der Fenster noch zum Teil erhalten. LfD/1998/2002 | 09293865 |
|                | Mietshäuser einer Wohnanlage | Blochmannstraße 29; 31; 33 (Karte)          | 1922–1924 (Mehrfamilienwohnhaus)                                               | Putzfassade, Terrazzo im Eingangsbereich, im traditionalistischen Stil, baugeschichtlich von Bedeutung Blochmannstraße 35, 33,31,29 mit Kirchweg 15, 17 Nummer 35 wurde 1922 als letzter Bau der zurückgesetzten Reihe errichtet, ein polygonaler Zwischenbau stellt auch hier die Verbindung zu den in der Bauflucht errichteten folgenden drei Häusern sowie den Eckbauten zum Kirchweg her, die nach dem Bauantrag vom September 1924 im Juni 1925 vollendet waren. In der Fassadengestaltung ist der Riefelsockel und die Horizontalbetonung durch Sohlbankgesimse geblieben, verändert sind die Eingänge, nun rundbogig mit Kassettenrahmung, und die Blendbögen über den Fenstern des Erdgeschosses. Die dreiachsige Eckgestaltung zum Kirchweg wird durch Rosetten in den breiten Putzbändern hervorgehoben. LfD/1998/2002 | 09293867 |
|                | Mietshaus in geschlossener Bebauung, mit Vorgarten und Einfriedung                                                              | Blochmannstraße 35 (Karte)                  | 1922–1924 (Mehrfamilienwohnhaus)                                               | Putzfassade, Zeugnis genossenschaftlichen Wohnungsbaus in Leipzig, im traditionalistischen Stil, baugeschichtlich von Bedeutung Blochmannstraße 35, 33, 31, 29 mit Kirchweg 15, 17 Nummer 35 wurde 1922–1924 als letzter Bau der zurückgesetzten Reihe errichtet, ein polygonaler Zwischenbau stellt auch hier die Verbindung zu den in der Bauflucht errichteten folgenden drei Häusern sowie den Eckbauten zum Kirchweg her, die nach dem Bauantrag vom September 1924 im Juni 1925 vollendet waren. In der Fassadengestaltung ist der Riefelsockel und die Horizontalbetonung durch Sohlbankgesimse geblieben, verändert sind die Eingänge, nun rundbogig mit Kassettenrahmung, und die Blendbögen über den Fenstern des Erdgeschosses. Die dreiachsige Eckgestaltung zum Kirchweg wird durch Rosetten in den breiten Putzbändern hervorgehoben. LfD/1998/2002 | 09293870 |
|                | Mietshäuser in geschlossener Bebauung, mit Vorgarten und Einfriedung                                                            | Blochmannstraße 37; 39; 41 (Karte)          | 1921 (Mehrfamilienwohnhaus)                                                    | Putzfassade, im traditionalistischen Stil, baugeschichtlich von Bedeutung Blochmannstraße 37–59 mit Lützwowstraße 32/30a Im Januar 1921 stellte die Baugenossenschaft Antrag auf den Bau einer Siedlung gegenüber der Königlich Preußischen Staatseisenbahn in der Nähe des Haltepunkts Gohlis-Eutritzsch. Im Dezember waren die ersten 13 Häuser, beginnend mit der Eckbebauung zur Lützowstraße (Kaiser-Friedrich-Straße), vollendet. Dabei wurde der Giebel von Lützowstraße Nummer 32 durch einen polygonalen Vorbau mit offener Obergeschosslaube scharnierartig mit Blochmannstraße 59 verbunden. Ein kleiner Vorgarten lässt diese Ecklösung gestalterisch wirksam werden. Die ersten drei Häuser in der Blochmannstraße liegen in der Straßenflucht, während die folgenden neun hinter einer heckenumfriedeten Rasenfläche zurückgesetzt sind. Auch hier verbindet ein polygonaler Erkervorbau die vor- und zurückgesetzte Reihe. An der Rückseite der gesamten Baureihe befanden sich ursprünglich neben Wäschetrockenplätzen auch Hausgärten. Die Häuser enthalten jeweils zwei Dreiraumwohnungen pro Etage, wobei das Treppenhaus nicht bis zum Hof durchging, wodurch mehr Raum geschaffen wurde. Die Wohnungen enthielten IWC aber kein Bad. Eine Waschküche befand sich im Keller. Hofseitig sind Küchenloggien angebracht. Die gesamte Baureihe besitzt einen mit vertikaler Riefelung versehenen Putzsockel und eine durch Sohlbankgesimse unterstrichene Horizontalbetonung. Ansonsten ist die Fassadengestaltung nicht einheitlich, vielmehr wird die langgestreckte Baureihe durch eine von innen nach außen gesteigerte Plastizität rhythmisiert: Zwischen Nummer 43 und 45 deutet ein vierachsiger übergiebelter Dachausbau die Mitte der Reihe zwischen Lützowstraße und Kirchweg an. Bei den übrigen Bauten wird die Trauflinie nur durch die Überdachungen der vorspringenden Treppenhausrisalite unterbrochen, die der Baureihe ihre vertikale Akzentuierung verleihen. Während die Eingänge der Mittelbauten Nummer 43 und 45 in schlichten Rundbogenformen gehalten sind, besitzen die übrigen Rahmungen in kräftiger Putzrustika. Jeweils die vorletzten der zurückgesetzten Bauten, Nummer 37/39 und 47/49 sind durch kassettierte und übergiebelte Fensterfaschen in der ersten Etage plastisch akzentuiert. LfD/1998/2002                              | 09293873 |
|                | Mietshäuser in geschlossener Bebauung, mit Vorgarten und Einfriedung                                                            | Blochmannstraße 43; 45 (Karte)              | 1921 (Mehrfamilienwohnhaus)                                                    | Putzfassade, im traditionalistischen Stil, baugeschichtlich von Bedeutung Blochmannstraße 37–59 mit Lützwowstraße 32/30a Im Januar 1921 stellte die Baugenossenschaft Antrag auf den Bau einer Siedlung gegenüber der Königlich Preußischen Staatseisenbahn in der Nähe des Haltepunkts Gohlis-Eutritzsch. Im Dezember waren die ersten 13 Häuser, beginnend mit der Eckbebauung zur Lützowstraße (Kaiser-Friedrich-Straße), vollendet. Dabei wurde der Giebel von Lützowstraße Nummer 32 durch einen polygonalen Vorbau mit offener Obergeschosslaube scharnierartig mit Blochmannstraße 59 verbunden. Ein kleiner Vorgarten lässt diese Ecklösung gestalterisch wirksam werden. Die ersten drei Häuser in der Blochmannstraße liegen in der Straßenflucht, während die folgenden neun hinter einer heckenumfriedeten Rasenfläche zurückgesetzt sind. Auch hier verbindet ein polygonaler Erkervorbau die vor- und zurückgesetzte Reihe. An der Rückseite der gesamten Baureihe befanden sich ursprünglich neben Wäschetrockenplätzen auch Hausgärten. Die Häuser enthalten jeweils zwei Dreiraumwohnungen pro Etage, wobei das Treppenhaus nicht bis zum Hof durchging, wodurch mehr Raum geschaffen wurde. Die Wohnungen enthielten IWC aber kein Bad. Eine Waschküche befand sich im Keller. Hofseitig sind Küchenloggien angebracht. Die gesamte Baureihe besitzt einen mit vertikaler Riefelung versehenen Putzsockel und eine durch Sohlbankgesimse unterstrichene Horizontalbetonung. Ansonsten ist die Fassadengestaltung nicht einheitlich, vielmehr wird die langgestreckte Baureihe durch eine von innen nach außen gesteigerte Plastizität rhythmisiert: Zwischen Nummer 43 und 45 deutet ein vierachsiger übergiebelter Dachausbau die Mitte der Reihe zwischen Lützowstraße und Kirchweg an. Bei den übrigen Bauten wird die Trauflinie nur durch die Überdachungen der vorspringenden Treppenhausrisalite unterbrochen, die der Baureihe ihre vertikale Akzentuierung verleihen. Während die Eingänge der Mittelbauten Nummer 43 und 45 in schlichten Rundbogenformen gehalten sind, besitzen die übrigen Rahmungen in kräftiger Putzrustika. Jeweils die vorletzten der zurückgesetzten Bauten, Nummer 37/39 und 47/49 sind durch kassettierte und übergiebelte Fensterfaschen in der ersten Etage plastisch akzentuiert. LfD/1998/2002                              | 09293875 |
|                | Mietshäuser in geschlossener Bebauung, mit Vorgarten und Einfriedung                                                            | Blochmannstraße 47; 49; 51; 53 (Karte)      | 1921 (Mehrfamilienwohnhaus)                                                    | Putzfassade, im traditionalistischen Stil, baugeschichtlich von Bedeutung | 09293877 |
|                | Mietshäuser einer Wohnanlage, mit Vorgarten und Einfriedung an der Lützowstraße                                                 | Blochmannstraße 55; 57; 59 (Karte)          | 1921 (Mehrfamilienwohnhaus)                                                    | Putzfassade, Terrazzo im Eingangsbereich, im traditionalistischen Stil, baugeschichtlich von Bedeutung Blochmannstraße 37–59 mit Lützwowstraße 32/30a Im Januar 1921 stellte die Baugenossenschaft Antrag auf den Bau einer Siedlung gegenüber der Königlich Preußischen Staatseisenbahn in der Nähe des Haltepunkts Gohlis-Eutritzsch. Im Dezember waren die ersten 13 Häuser, beginnend mit der Eckbebauung zur Lützowstraße (Kaiser-Friedrich-Straße), vollendet. Dabei wurde der Giebel von Lützowstraße Nummer 32 durch einen polygonalen Vorbau mit offener Obergeschosslaube scharnierartig mit Blochmannstraße 59 verbunden. Ein kleiner Vorgarten lässt diese Ecklösung gestalterisch wirksam werden. Die ersten drei Häuser in der Blochmannstraße liegen in der Straßenflucht, während die folgenden neun hinter einer heckenumfriedeten Rasenfläche zurückgesetzt sind. Auch hier verbindet ein polygonaler Erkervorbau die vor- und zurückgesetzte Reihe. An der Rückseite der gesamten Baureihe befanden sich ursprünglich neben Wäschetrockenplätzen auch Hausgärten. Die Häuser enthalten jeweils zwei Dreiraumwohnungen pro Etage, wobei das Treppenhaus nicht bis zum Hof durchging, wodurch mehr Raum geschaffen wurde. Die Wohnungen enthielten IWC aber kein Bad. Eine Waschküche befand sich im Keller. Hofseitig sind Küchenloggien angebracht. Die gesamte Baureihe besitzt einen mit vertikaler Riefelung versehenen Putzsockel und eine durch Sohlbankgesimse unterstrichene Horizontalbetonung. Ansonsten ist die Fassadengestaltung nicht einheitlich, vielmehr wird die langgestreckte Baureihe durch eine von innen nach außen gesteigerte Plastizität rhythmisiert: Zwischen Nummer 43 und 45 deutet ein vierachsiger übergiebelter Dachausbau die Mitte der Reihe zwischen Lützowstraße und Kirchweg an. Bei den übrigen Bauten wird die Trauflinie nur durch die Überdachungen der vorspringenden Treppenhausrisalite unterbrochen, die der Baureihe ihre vertikale Akzentuierung verleihen. Während die Eingänge der Mittelbauten Nummer 43 und 45 in schlichten Rundbogenformen gehalten sind, besitzen die übrigen Rahmungen in kräftiger Putzrustika. Jeweils die vorletzten der zurückgesetzten Bauten, Nummer 37/39 und 47/49 sind durch kassettierte und übergiebelte Fensterfaschen in der ersten Etage plastisch akzentuiert. LfD/1998/2002 | 09293880 |
|                | Mietshaus in offener Bebauung und Ecklage, mit Einfriedung und Vorgarten                                                        | Blumenstraße 23 (Karte)                     | 1888–1889 (Mietshaus)                                                          | als zeittypischer dreigeschossiger Putzbau mit Eckquaderung und Walmdach baugeschichtlich von Bedeutung Villenartiges Mietshaus an der Ecke zur Kanalstraße, im Oktober 1888 von Glasermeister B. Sandig beantragt, wurde ein Jahr später nach Besitzerwechsel und neuen Plänen von Maurermeister Richard Keller weitergeführt. Der auf rechteckigem Grundriss errichtete dreigeschossige Bau ist klar und unprätentiös nach dem Muster spätklassizistischer Villenbauten gegliedert: Erdgeschoss und Gebäudekanten sind mit Putzquaderung versehen, ebenso die Lisenen am flachen vierachsigen Mittelrisalit, der die Hauptansicht nach der Kanalstraße hervorhebt. Geradlinige Verdachungen, ursprünglich mit Stuck unterlegt, schmücken die Belétage. Trotz seines villenartigen Charakters fungierte der Bau als Mietshaus mit zwei Wohnungen pro Etage. LfD/1998/2002 | 09290825 |
|                | Wohnhaus in offener Bebauung mit Einfriedung und Vorgarten                                                                      | Blumenstraße 25 (Karte)                     | 1887–1888 (Mietshaus)                                                          | ehemals mit Garage, Putzfassade, baugeschichtlich von Bedeutung Mittlere der drei Villen aus den 1880er Jahren zwischen Kanalstraße und Kirchweg. Bauantrag im September 1887 von Amalie Reichel, Pläne von Architekt J. Berthelen. Der zweigeschossige Bau steht giebelseitig zur Straße, zurückgesetzt hinter einem Vorgarten, dessen originale eiserne Einfriedung erhalten ist und zu dem vom giebelseitigen Salon eine Freitreppe führte. Der Eingang liegt in einem Vorbau an der Nordseite. Giebelvorbauten an der Rückseite und Dachausbauten geben der kleinen Zweifamilienvilla, deren Putzfassade durch Ziegelbänder und -friese eine schlichte Gliederung erhält, einen lebhaften Umriss. 1888 Einbau einer Dampfkesselanlage zur Spülung von Klosett und Bad im Keller. LfD/1998/2002 | 09293896 |
| Weitere Bilder | Mietshaus in offener Bebauung in Ecklage mit Einfriedung und Vorgarten                                                          | Blumenstraße 27 (Karte)                     | 1887 (Mietshaus)                                                               | markanter, historisierender Putzbau mit Eckerker, baugeschichtlich von Bedeutung Bauantrag für die Villa Ecke Kirchweg 1887 von Bauunternehmer Josef Pirat. Nach Besitzerwechsel 1889 Planänderung durch den neuen Bauherrn, Baumeister C.F. Neumann, Vollendung August 1890. Der umfangreiche Bau ist durch dreiachsige flache Risalite an beiden Straßenseiten sowie einen Eckerker gegliedert. Dachausbauten mit Halbrundgiebel, kleine Dachhäuser und ein spitzes Ecktürmchen beleben das flache Walmdach. Mit Gesimsbändern, glatten Putzbändern in Erd- und Obergeschoss sowie Putznutung im Mittelgeschoss ist die Fassadenoberfläche gestaltet. Die Villa enthielt Etagenwohnungen. LfD/1998/2002 | 09293898 |
|                | Mietshaus in offener Bebauung in Ecklage mit Vorgarten                                                                          | Blumenstraße 31 (Karte)                     | um 1895 (Mietshaus)                                                            | historisierender Putzbau mit reich gestaltetem Eckerker und Dachbekrönung, baugeschichtlich von Bedeutung Keine Bauakte. Der um 1895 entstandene Gründerzeitbau, akzentuiert die Ecksituation zum Kirchweg mit einem prächtigen Erker, überragt von einem hölzernen offenen Dachaufbau mit Kuppel. Auch die anschließenden jeweils zwei Achsen des Eckrisalits demonstrieren mit den in Ädikulen gefassten Fenstern den Anspruch von Villenarchitektur, obwohl es sich bei dem freistehenden Eckbau nur um ein Mietshaus handelt. Der Eingang befindet sich an der Blumenstraße, hier wird die langgestreckte Fassade durch einen zweiachsigen Risalit, den ein hoher Stufengiebel überragt, abgeschlossen. LfD/1998/2002 | 09293900 |
|                | Einfriedung eines Mietshauses in Ecklage                                                                                        | Blumenstraße 34 (Karte)                     | um 1885 (Garteneinfriedung)                                                    | Eisenzaun mit originalen Ständern, siehe auch Blumenstraße 36, ortsgeschichtlich von Bedeutung | 09298013 |
|                | Mietshaus in halboffener Bebauung mit Vorgarten                                                                                 | Blumenstraße 35 (Karte)                     | 1875 (Mietshaus)                                                               | historisierende Putzfassade mit typischen Gestaltungselementen seiner Zeit, baugeschichtlich von Bedeutung Freistehendes Doppelhaus für Felix Krempler und Hermann Künnecke. 1875 als eines der ersten städtischen Mietshäuser in Eutritzsch gebaut. Als Nebengebäude gehörten Stall, Wagenschuppen und Waschhaus dazu, später darin Bäckerei und Wurstküche. Das dreigeschossige Vorderhaus mit ausgebautem Mansarddach ist hinter einem Vorgarten zurückgesetzt. Über dem Bruchsteinsockel ist das Erdgeschoss durch Putzspundierung, das erste Obergeschoss mit je einem einachsigen Risalit durch Verdachungen auf zierlichen Konsolen gestaltet. Den Abschluss bildet ein Putzband mit Medaillons in der Traufzone. LfD/1998/2002 | 09293901 |
|                | Mietshaus in geschlossener Bebauung mit Einfriedung und Vorgarten                                                               | Blumenstraße 36 (Karte)                     | 1875–1880 (Mietshaus)                                                          | zeittypische Putzfassade mit Sohlbänken und Fensterüberdachungen, Eisenzaun siehe auch Blumenstraße 34, baugeschichtlich von Bedeutung Keine Bauakte. Das mittlere, in der aus drei Häusern bestehenden Baureihe zwischen Kanalstraße und Kirchweg, ist das letzte fast unverändert erhaltene Haus in der geschlossenen dreigeschossigen Bebauung an der Straßen-Nordseite. Sogar die eiserne Vorgarteneinfriedung ist erhalten und vermittelt ein Bild von der ursprünglichen Straßensituation. Die feinteiligen Formen der Stuckdekoration an Fenstern und Schlussgesims sowie auch der Eingangstür und eisernen Zaunstützen deuten auf eine Entstehungszeit in der Mitte der 1870er Jahre. Das Erdgeschoss war üblicherweise mit Putznutung versehen. LfD/1998/2002 | 09298012 |
|                | Mietshaus in halboffener Bebauung mit Vorgarten                                                                                 | Blumenstraße 37 (Karte)                     | 1875 (Mietshaus)                                                               | historiesiernde Putzfassade mit einfachen, zeittypischen Gestaltungselementen, baugeschichtlich von Bedeutung | 09293902 |
|                | Mietshaus in geschlossener Bebauung mit Vorgarten                                                                               | Blumenstraße 42 (Karte)                     | um 1875 (Mietshaus)                                                            | schlichte Putzfassade mit Sandsteingliederung, baugeschichtlich von Bedeutung | 09293903 |
|                | Mietshaus in geschlossener Bebauung und Vorgarten                                                                               | Blumenstraße 44 (Karte)                     | um 1875 (Mietshaus)                                                            | mit Hausdurchgang, ehemals mit Laden, schlichte Putzfassade mit Segmentbogenfenstern im 1. Obergeschoss, baugeschichtlich von Bedeutung | 09298014 |
|                | Mietshaus in geschlossener Bebauung mit Vorgarten                                                                               | Blumenstraße 46 (Karte)                     | um 1875 (Mietshaus)                                                            | mit Hausdurchgang, historisierende Putzfassade mit zeittypischem Dekor, Segmentbogenfenster im Erdgeschoss, baugeschichtlich von Bedeutung | 09298015 |
|                | Remise einer Villa, mit Einfriedung und Garten                                                                                  | Blumenstraße 49 (neben) (Karte)             | um 1885 (Remisengebäude)                                                       | eingeschossiger Putzbau mit Pultdach, Gebäude gehörte zur Villa Lützowstraße 17, baugeschichtlich von Bedeutung | 09293938 |
|                | Mietshaus in halboffener Bebauung mit Einfriedung und Vorgarten                                                                 | Blumenstraße 51 (Karte)                     | um 1880 (Mietshaus)                                                            | historisierende Putzfassade mit Sandsteingliederung, aufwendig gestaltetem Gurtgesims und Trauffries, baugeschichtlich von Bedeutung | 09293904 |
|                | Villa mit Vorgarten | Blumenstraße 72 (Karte)                     | 1888 (Villa)                                                                   | reich dekorierte Putzfassade mit Sandsteingliederung, Volutengiebel, Windfangtür und rückwärtigem Turm, herausgehobenes Beispiel der Villenarchitektur der Zeit um 1900, baugeschichtlich von Bedeutung | 09293905 |
|                | Methodistenkirche und angebautes Gemeindehaus sowie Vorgarten                                                                   | Blumenstraße 74 (Karte)                     | 1929 (Kirche)                                                                  | schlichte Putzfassade mit expressionistischen Gestaltungselementen im Giebel, baugeschichtlich von Bedeutung | 09293906 |
|                | Villa mit Villengarten, Plastik, Gartenhaus und Remisengebäude sowie Einfriedung                                                | Blumenstraße 76 (Karte)                     | um 1890 (Villa), bezeichnet 1908 (Villa), 1920er Jahre (Brunnenplastik)        | Putzfassade, am Haus Terrasse mit Steingussreliefs, Villa benannt nach dem Kaufmann Richard Senf, baugeschichtlich von Bedeutung | 09293907 |
|                | Mietvilla, mit Vorgarten | Böhmestraße 1 (Karte)                       | um 1870 (Mietvilla)                                                            | historisierende Putzfassade mit Gurtgesims und Trauffries, als zeittypisches Beispiel baugeschichtlich von Bedeutung | 09293204 |
|                | Mietshaus in halboffener Bebauung                                                                                               | Bothestraße 3 (Karte)                       | um 1885 (Mietshaus)                                                            | mit Hausdurchgang, zeittypische einfache Putzfassade, ortsentwicklungsgeschichtlich von Bedeutung | 09296873 |
|                | Wohnhaus in geschlossener Bebauung                                                                                              | Bothestraße 4 (Karte)                       | 1895/1900 (Wohnhaus)                                                           | Klinkerfassade mit farbiger Klinkergliederung und eingestellten profilierten Eisenstützen im Erdgeschoss, Nebengebäude zur Villa Eisenacher Straße 86 (siehe dort), baugeschichtlich von Bedeutung | 09293991 |
|                | Mietshaus in geschlossener Bebauung                                                                                             | Bothestraße 6 (Karte)                       | um 1875 (Mietshaus)                                                            | ehemals mit Tordurchfahrt, Putzfassade, baugeschichtlich von Bedeutung | 09296872 |
|                | Mietshaus in geschlossener Bebauung                                                                                             | Bothestraße 7 (Karte)                       | 1922–1926 (Mietshaus)                                                          | Putzbau mit zwei dominanten Erkern und gestaltetem, bogenförmigen Türstock, baugeschichtlich von Bedeutung | 09293992 |
|                | Mietshaus in halboffener Bebauung                                                                                               | Bothestraße 12 (Karte)                      | um 1915 (Mietshaus)                                                            | mit Tordurchfahrt, Klinkerfassade mit Putzsockel, baugeschichtlich von Bedeutung | 09296874 |
|                | Mietshaus in geschlossener Bebauung und Hofgebäude                                                                              | Bothestraße 13 (Karte)                      | 1876 (Mietshaus)                                                               | mit Tordurchfahrt und Laden, historisierende Putzfassade, Holzpaneele in der Tordurchfahrt, baugeschichtlich von Bedeutung | 09294081 |
|                | Mietshaus in geschlossener Bebauung                                                                                             | Bothestraße 14 (Karte)                      | 1887 (Mietshaus)                                                               | mit Tordurchfahrt, historisierende Klinkerfassade mit zeittypischen Gestaltungselementen, baugeschichtlich von Bedeutung | 09294981 |
|                | Mietshaus in ehemals geschlossener Bebauung und Hinterhaus                                                                      | Bothestraße 15 (Karte)                      | 1876 (Mietshaus)                                                               | mit Tordurchfahrt, Putzfassade, Holzpaneele im Eingangsbereich, baugeschichtlich von Bedeutung | 09294082 |
|                | Mietshaus in geschlossener Bebauung                                                                                             | Bothestraße 21 (Karte)                      | 1890 (Mietshaus)                                                               | mit Tordurchfahrt und Laden, historisierende Putzfassade mit zeittypischer Fassadengliederung, siehe auch Bothestraße 23, Ladenfront original, baugeschichtlich von Bedeutung | 09294083 |
|                | Mietshaus in geschlossener Bebauung                                                                                             | Bothestraße 23 (Karte)                      | 1890 (Mietshaus)                                                               | mit Hausdurchgang, Laden, zeittypische Putzfassade, Pilaster in der Durchfahrt, siehe auch Bothestraße 21, baugeschichtlich von Bedeutung | 09294084 |
|                | Mietshaus in geschlossener Bebauung                                                                                             | Bothestraße 25 (Karte)                      | 1890/1891 (Mietshaus)                                                          | mit Tordurchfahrt, historisierende Putzfassade mit Sohlbänken, Fensterüberdachungen und Trauffries als zeittypische Gestaltungselemente, baugeschichtlich von Bedeutung | 09294085 |
|                | Mietshaus in geschlossener Bebauung                                                                                             | Bothestraße 26 (Karte)                      | 1938 (Mietshaus)                                                               | klar strukturierte, versachlichte Putzfassade mit verkleidetem Sockelbereich, baugeschichtlich von Bedeutung | 09294086 |
|                | Mietshaus in halboffener Bebauung in Ecklage und Nebengebäude im Hof                                                            | Bothestraße 27 (Karte)                      | 1885 (Mietshaus)                                                               | historisierender Putzbau mit Tordurchfahrt, zur Georg-Schumann-Straße um ein Stockwerk überhöhter Gebäudeteil mit Eckladen, Hofgebäude zur dahinterliegenden Eisenbahnstrecke, baugeschichtlich und städtebaulich von Bedeutung | 09294088 |
|                | Wohnhaus in ehemals geschlossener Bebauung mit Nebengebäude                                                                     | Bothestraße 28 (Karte)                      | 1862 (Wohnhaus)                                                                | Putzfassade, teilweise Lehmziegel, als ältestes Gebäude der Umgebung baugeschichtlich von Bedeutung | 09294090 |
|                | Mietshaus in halboffener Bebauung                                                                                               | Breitenfelder Straße 1 (Karte)              | um 1870 (Mietshaus)                                                            | horizontal gegliederte Putzfassade mit Gurtgesimsen und ornamental dekorierten Fenstereinfassungen, charakteristisches Beispiel der Mietshausbebauung Ende des 19. Jahrhunderts, baugeschichtlich von Bedeutung | 09297371 |
|                | Mietshaus in geschlossener Bebauung                                                                                             | Breitenfelder Straße 4 (Karte)              | 1885 (Mietshaus)                                                               | zeittypischer Putzbau ehemals mit Laden, symmetrisch gegliederte Fassade, mittige Balkone und seitlich versetztes dreiachsiges Zwerchhaus, baugeschichtlich von Bedeutung | 09294016 |
|                | Mietshaus in geschlossener Bebauung, mit Vorgarten und Hinterhaus                                                               | Breitenfelder Straße 5 (Karte)              | 1885 (Mietshaus)                                                               | historisierender Putzbau mit Tordurchfahrt, symmetrisch aufgebaute und horizontal betonte Fassade mit Fensterüberdachungen und Sohlbänken, Stuckmedaillons und Paneele in der Tordurchfahrt, baugeschichtlich von Bedeutung | 09294017 |
|                | Mietshaus in geschlossener Bebauung mit Vorgarten                                                                               | Breitenfelder Straße 7 (Karte)              | 1890 (Mietshaus)                                                               | historisierender Putzbau mit symmetrisch gegliederter Fassade, reich gestalteten Fensterüberdachungen und Sohlbänken sowie Konsolenfries unter der Traufe als besonderes Gestaltungsmerkmal, baugeschichtlich von Bedeutung | 09294018 |
|                | Mietshaus in geschlossener Bebauung in Ecklage und Vorgarten                                                                    | Breitenfelder Straße 9 (Karte)              | 1874 (Mietshaus)                                                               | massiver Putzbau mit Tordurchfahrt, horizontale Fassadengliederung mit Gurtgesimsen, Konsolenfries, Eckbetonung mit Balkonen und akzenturierenden, aufwendig gestalteten Dreiecksfensterüberdachungen, städtebaulich wichtiges Gebäude und durch seine zeittypischen Stilelemente baugeschichtlich von Bedeutung | 09294019 |
|                | Mietshaus in geschlossener Bebauung                                                                                             | Breitenfelder Straße 10 (Karte)             | 1884 (Mietshaus)                                                               | historisierender Putzbau mit Tordurchfahrt, Stockgesims über den Erdgeschoss und verklinkertem Sockelbereich, symmetrisch gegliederte Fassade mit zeittypischen Gestaltungselemente wie Fensterüberdachungen und Sohlbänken, baugeschichtlich von Bedeutung | 09294020 |
|                | Mietshaus in geschlossener Bebauung                                                                                             | Breitenfelder Straße 12 (Karte)             | 1883–1884 (Mietshaus)                                                          | historisierender Putzbau mit Tordurchfahrt und ehemals Laden, der Gründerzeitbau hat eine baugeschichtliche Bedeutung, markiert eine prägende Phase der Gohliser Ortserweiterung Maurermeister Karl Harz übernahm 1883–1884 im Eigenauftrag die Errichtung des schmalen, viergeschossigen Mietshauses sowie eines Werkstattgebäudes im Hof mit Bäckerei und Schornstein. Hier waren neben Ofen und Backraum zudem (im Obergeschoss) ein Mehlboden und die Burschenstube untergebracht. Pläne des Vorderhauses zeigen eine Ladenwohnung im Erdgeschoss neben der Durchfahrt, in den oberen Stockwerken lagen je zwei Wohnungen mit Stube, zwei Kammern, Küche sowie Aborten im Treppenhaus. Ab 1888 wechselte das Grundstück unter Bäckermeistern mehrfach den Besitzereintrag (zuletzt produzierte die Bäckerei Anton Endlichhofer). 1964 zeichnete Baumeister Martin Schreinert Pläne für den Umbau des Ladens zu Wohnraum. Im Oktober 1992 kam die Baugenehmigung für einen Dachgeschossausbau zur Ausreichung, der mit Modernisierung und Sanierung einherging. Das Ergebnis der Gebäudesanierung zeigt einen typischen verputzten Historismusbau über sichtbarem Bruchsteinsockel (Granit), der erhaltene Vorgarten ist der ehemaligen Gohliser Ortsbauordnung zu danken. Es gibt Stuckdekoration an der verputzten Fassade, wobei die Beletage stärker betont erscheint durch Fensterverdachungen mit Grotesken-Reliefplatten über den Stürzen, den Traufbereich beherrschen kräftige Konsolen. Gesimse und die Rahmungen der Kellerfenstergitter sind/waren aus Sandstein geschlagen. Der Gründerzeitbau hat eine baugeschichtliche Bedeutung, markiert eine prägende Phase der Gohliser Ortserweiterung. LfD/2014, 2018 | 09294021 |
|                | Mietshaus in geschlossener Bebauung in Ecklage und Vorgarten                                                                    | Breitenfelder Straße 14 (Karte)             | 1887 (Mietshaus)                                                               | kompakter, stark horizontal betonter Putzbau, ehemals mit Laden, doppelte Gurtgesimse über dem Erdgeschoss, reich dekorierte Traufzone, zeittypischer Bau, durch seine Lage städtebaulich von Belang und baugeschichtlich von Bedeutung | 09294022 |
|                | Mietshaus in halboffener Bebauung, mit Einfriedung und Vorgarten                                                                | Breitenfelder Straße 15 (Karte)             | 1886 (Mietshaus)                                                               | mit Tordurchfahrt, Putzfassade, baugeschichtlich von Bedeutung | 09294023 |
|                | Mietshaus in geschlossener Bebauung in Ecklage                                                                                  | Breitenfelder Straße 17 (Karte)             | um 1885 (Mietshaus)                                                            | mit Hausdurchgang und Eckladen, reich gegliederte Putzfassade, Holzpaneele im Hausdurchgang, städtebaulich und baugeschichtlich von Bedeutung | 09296983 |
|                | Schule und Turnhalle mit Verbindungsbau                                                                                         | Breitenfelder Straße 19; 21 (Karte)         | 1891 (Schule)                                                                  | breit gelagerter Klinkerbau mit Sandsteingliederung, Walmdach und seitlichen Risaliten mit überhöhtem Dreiecksgiebeln, die Turnhalle im Hof ist baugleich gestaltet, originär erhaltenes Bauensemble und charakteristisches Beispiel der gründerzeitlichen Stadterweiterung und der damit einhergehenden sozialgeschichtlichen Aspekte, baugeschichtlich, ortsentwicklungsgeschichtlich und sozialgeschichtlich von Bedeutung | 09294024 |
|                | Mietshaus in geschlossener Bebauung in Ecklage                                                                                  | Breitenfelder Straße 22 (Karte)             | 1903 (Mietshaus)                                                               | historisierender Putzbau mit ehemals Eckladen, Betonung der Ecklage durch Erker mit Putzgliederung mit Jugendstilelementen und Blendfachwerk im Obergeschoss, zeittypischer Bau, baugeschichtlich von Bedeutung | 09294025 |
|                | Mietshaus in geschlossener Bebauung                                                                                             | Breitenfelder Straße 24 (Karte)             | 1902 (Mietshaus)                                                               | historisierender Putzbau mit Natursteinsockel (Porphyr), schlichter, symmetrischer Fassadengestaltung mit Fensterüberdachungen und Sohlbänken, baugeschichtlich von Bedeutung | 09294026 |
|                | Mietshaus in geschlossener Bebauung                                                                                             | Breitenfelder Straße 26 (Karte)             | 1902 (Mietshaus)                                                               | historisierender Klinker-Putzbau mit Natursteinsockel und symmetrisch gegliederter Fassade, das Erdgeschoss ist durch die Putzfassade und Rundbogenfenster von den Obergeschossen gestalterisch abgesetzt, charakteristisches Beispiel seiner Zeit, baugeschichtlich von Bedeutung | 09294027 |
|                | Mietshaus in offener Bebauung in Ecklage mit Vorgarten zur Cöthner Straße                                                       | Breitenfelder Straße 27 (Karte)             | um 1885 (Mietshaus)                                                            | schlichter Putzbau mit Kunststeingliederung, Eckerker und Seitenrisaliten, als ortstypisches Beispiel baugeschichtlich von Bedeutung | 09296978 |
|                | Mietshaus in geschlossener Bebauung                                                                                             | Breitenfelder Straße 28 (Karte)             | 1905/1915 (Mietshaus)                                                          | historisierender Bau mit abwechslungsreicher Putzgliederung mittels unterteilter Lisenen, Putzfelder und Friese, baugeschichtlich von Bedeutung | 09296977 |
|                | Mietshaus in offener Bebauung in Ecklage                                                                                        | Breitenfelder Straße 29 (Karte)             | 1897/1898 (Mietshaus)                                                          | historisierender Putzbau mit Sandsteingliederung, ehemals mit Eckladen, hoher Sockelbereich, horizontal betonte Erdgeschosszone mit anschließendem Gurtgesims, Eckerker und Trauffries als typische Gestaltungselemente, baugeschichtlich von Bedeutung | 09294028 |
|                | Mietshaus in offener Bebauung in Ecklage mit Einfriedung                                                                        | Breitenfelder Straße 31 (Karte)             | 1898 (Mietshaus)                                                               | historisierender Putzbau mit Souterraingeschoss mit Natursteinverblendung, Eckerker, Seitenrisaliten und Fensterüberdachungen mit Grotesk-Reliefen als akzentuierenden Gestaltungselementen der Beletage, baugeschichtlich von Bedeutung | 09294029 |
|                | Doppelmietshaus (mit Magdeburger Straße 36) in geschlossener Bebauung in Ecklage                                                | Breitenfelder Straße 36 (Karte)             | 1902–1903 (Doppelmietshaus)                                                    | historisierender Klinkerbau mit Sandsteingliederung, Erdgeschoss verputzt, Eckladen, baugeschichtlich von Bedeutung Gemäß den Bauvorschriften für das Brandt’sche Areal in Gohlis wurde das Gesuch zur Errichtung eines Wohngebäudes formuliert. In Personalunion fungierte Architekt Georg Döhler für alle Belange von der Antragstellung 1902 bis zur Schlussprüfung 1903, unterstützt von Techniker Georg Kühne aus seinem Büro. Es entstanden ein Eckhaus und ein Gebäude in Reihe, jeweils mit zwei Wohnungen pro Etage. Von 1995 bis 1997 erfolgten Sanierung und Dachausbau, der Einbau einer Gaststätte an der Ecke. Die Klinkerfassade besitzt Putzgliederungen, Sohlbänke und Verdachungen aus Sandstein sowie „geometrischen“ Jugendstildekor. Prägend wirkt der Mittelrisalit mit verbrochener Ecke, unglücklich zeigt sich der Dachausbau der 1990er Jahre. Einfühlsam saniert wie die Fassaden zeigen sich die Ausstattungen der Häuser. Für das Doppelmietshaus ist ein baugeschichtlicher Wert festzuhalten, zudem besitzt das Gebäude eine städtebauliche Wirkung. LfD/2018 | 09294030 |
|                | Mietshaus in geschlossener Bebauung                                                                                             | Breitenfelder Straße 38 (Karte)             | um 1905 (Mietshaus)                                                            | historisierender Klinkerbau mit Laden, Fassade mit Sandsteingliederung und sparsamer Jugendstilornamentik als Fensterbekrönungen, baugeschichtlich von Bedeutung | 09262322 |
|                | Mietshaus in halboffener Bebauung                                                                                               | Breitenfelder Straße 40 (Karte)             | 1903 (Mietshaus)                                                               | historisierender Klinkerbau mit verputztem Erdgeschoss, sparsamer Sandsteingliederung mit Jugendstilornamentik als Fensterbekrönungen, baugeschichtlich von Bedeutung | 09294031 |
|                | Mietshaus (mit drei Eingängen) in offener Bebauung, mit seitlichen Einfriedungen und Wohngrün hinter dem Gebäude                | Breitenfelder Straße 42; 44; 46 (Karte)     | 1930 (Wohnblock)                                                               | stark horizontal betonter Putzbau mit zentralem, leicht überhöhten Vorbau, symmetrischer Lochfassade mit Loggien und expressionistischen Stilelementen, charakteristisches Beispiel des modernen Bauens, baugeschichtlich von Bedeutung | 09294032 |
|                | Mietshaus in halboffener Bebauung in Ecklage mit Vorgarten an der Giebelseite                                                   | Cöthner Straße 2 (Karte)                    | um 1930 (Mietshaus)                                                            | in traditioneller Bauweise errichteter viergeschossiger Putzbau mit ausgebautem Walmdach, Mittelrisalit, durch Kunststeinfassung betonter Hauseingang und Fensterläden als akzentuierende Gestaltungselemente, als charakteristisches Beispiel seiner Zeit baugeschichtlich von Bedeutung | 09296992 |
|                | Mietshauszeile in geschlossener Bebauung, mit Vorgarten                                                                         | Cöthner Straße 2a; 4; 6 (Karte)             | um 1930 (Wohnblock)                                                            | in traditioneller Bauweise errichteter viergeschossiger Putzbau mit ausgebautem Walmdach, mittlerer Hauseingang (Nummer 4) durch Kunststeinfassung besonders betont, seitliche Gebäude durch flache Erker gegliedert, Fensterläden durchgehend im 4. Obergeschoss als akzentuierende Gestaltungselemente, als charakteristisches Beispiel seiner Zeit baugeschichtlich von Bedeutung | 09296991 |
|                | Mietshaus in geschlossener Bebauung mit Vorgarten                                                                               | Cöthner Straße 7 (Karte)                    | 1897 (Mietshaus)                                                               | historisierender Putzbau mit symmetrischer gegliederter Putz- und Sandsteinfassade, charakteristisches Beispiel der Stadterweiterung um 1900, baugeschichtlich und stadtentwicklungsgeschichtlich von Bedeutung | 09293945 |
|                | Mietshaus in geschlossener Bebauung                                                                                             | Cöthner Straße 11 (Karte)                   | 1890 (Mietshaus)                                                               | historisierender Putzbau mit durch Fensterüberdachungen und Sohlbänke regelmäßig gegliederter Putz- und Sandsteinfassade, charakteristisches Beispiel der Stadterweiterung um 1900, baugeschichtlich und stadtentwicklungsgeschichtlich von Bedeutung | 09293946 |
|                | Mietshaus in geschlossener Bebauung und Vorgarten                                                                               | Cöthner Straße 12 (Karte)                   | 1892 (Mietshaus)                                                               | mit Tordurchfahrt, Putzfassade, charakteristisches Beispiel des Historismus, baugeschichtlich und stadtentwicklungsgeschichtlich von Bedeutung | 09293947 |
|                | Mietshaus in geschlossener Bebauung                                                                                             | Cöthner Straße 13 (Karte)                   | um 1895 (Mietshaus)                                                            | historisierender Putzbau mit Tordurchfahrt, charakteristisches Beispiel der Stadterweiterung um 1900, baugeschichtlich und stadtentwicklungsgeschichtlich von Bedeutung | 09296998 |
|                | Mietshaus in geschlossener Bebauung                                                                                             | Cöthner Straße 15 (Karte)                   | 1887–1888 (Mietshaus)                                                          | historisierender Putzbau mit Tordurchfahrt, charakteristisches Beispiel der Stadterweiterung um 1900, baugeschichtlich und stadtentwicklungsgeschichtlich von Bedeutung | 09296999 |
|                | Mietshaus in geschlossener Bebauung mit Vorgarten und Laden                                                                     | Cöthner Straße 16 (Karte)                   | 1889 (Mietshaus)                                                               | historisierender Klinkerbau mit Tordurchfahrt und Laden, charakteristisches Beispiel der Stadterweiterung um 1900, baugeschichtlich und stadtentwicklungsgeschichtlich von Bedeutung Der Spinnmeister Peter List übernahm für den Bau der beiden Mietshäuser auf dem Grundstück 1889 die Finanzierung. Entwurf, statische Berechnungen und die Bauleitung wurden Architekt und Maurermeister Alexander Dick übertragen. Für das viergeschossige Vorderwohnhaus waren im Parterre eine Wohnung, eine zweite Wohnung mit Laden und die Durchfahrt vorgesehen, in den darüber liegenden Etagen jeweils zwei Mieteinheiten. Ein Geschoss niedriger konzipiert war das Hinterwohngebäude, mit zwei Wohnungen und ebenfalls Durchfahrt im Erdgeschoss und dreispännig in den beiden Obergeschossen. 1936 entstanden zwei Waschhäuser im hinteren Hof, da die Schäden der im Keller untergebrachten Waschküchen zu groß geworden waren (Baugeschäft Franz Hoffmann). In diesem zweiten Hof standen bereits Geräte- und Kraftwagenschuppen und besaß der eingerichtete Lagerplatz Schutzdächer. Weitere Garagen kamen 1939 zur Ausführung im 1. Hof (1999 abgebrochen). Sanierung, Balkonanbau und geringfügige Grundrissänderungen fallen in den Zeitraum 1999 bis 2001, das Hintergebäude besitzt keinen Denkmalwert. Die Fassade des Vorderhauses wirkt in kräftig rotem Klinkerton über hell verputzter Erdgeschosszone und dem Grün des vorgelagerten Vorgartens. Die historische Ladenfront ist teilweise erhalten. Gliederungselemente aus Kunststein und etwas Stuckdekor des Späthistorismus werden durch verzierte eiserne Maueranker zwischen den beiden oberen Stockwerken ergänzt. Grundstück und Gebäude dokumentieren den entscheidenden Wandel in Gohlis in der Zeit der großen Ortserweiterung, es ist ein baugeschichtlicher Wert festzuhalten. LfD/2018 | 09296990 |
|                | Mietshaus in ehemals geschlossener Bebauung und Hinterhaus                                                                      | Cöthner Straße 17 (Karte)                   | 1901 (Mietshaus)                                                               | mit Tordurchfahrt, markanter Bau mit historisierender Klinker-Sandstein-Fassade, baugeschichtlich und stadtentwicklungsgeschichtlich von Bedeutung | 09293948 |
|                | Mietshaus in geschlossener Bebauung und Vorgarten                                                                               | Cöthner Straße 18 (Karte)                   | um 1890 (Mietshaus)                                                            | mit Tordurchfahrt, markanter Bau mit historisierender Klinkerfassade, eiserne Maueranker, baugeschichtlich und stadtentwicklungsgeschichtlich von Bedeutung | 09296989 |
|                | Mietshaus in geschlossener Bebauung                                                                                             | Cöthner Straße 20 (Karte)                   | um 1890 (Mietshaus)                                                            | mit Tordurchfahrt, historisierender Putzbau mit zeittypischer, symmetrischer Fassadengestaltung, baugeschichtlich und stadtentwicklungsgeschichtlich bedeutend | 09263919 |
|                | Mietshaus in geschlossener Bebauung mit Vorgarten                                                                               | Cöthner Straße 21 (Karte)                   | 1888 (Mietshaus)                                                               | historisierender Putzbau mit symmetrisch gegliederter Fassade aus Sandsteinsohlbänken, Fensterverdachungen und Putzquaderung der Erdgeschosszone, als zeittypisches Beispiel der Stadterweiterung baugeschichtlich und stadtentwicklungsgeschichtlich von Bedeutung | 09294055 |
|                | Mietshaus in geschlossener Bebauung und Vorgarten                                                                               | Cöthner Straße 23 (Karte)                   | 1898 (Mietshaus)                                                               | ehemals mit Laden, markanter Bau mit historisierender Klinker-Sandstein-Fassade, baugeschichtlich und stadtentwicklungsgeschichtlich bedeutend | 09294056 |
|                | Mietshaus in geschlossener Bebauung mit Vorgarten                                                                               | Cöthner Straße 26 (Karte)                   | 1886 (Mietshaus)                                                               | markante, farbig abgesetzte Klinkerfassade mit Segmentbogenfenstern, als späthistoristische Beispiel der Stadterweiterung baugeschichtlich und stadtentwicklungsgeschichtlich von Bedeutung | 09294057 |
|                | Mietshaus in ehemals geschlossener Bebauung und Vorgarten                                                                       | Cöthner Straße 27 (Karte)                   | 1894 (Mietshaus)                                                               | mit Tordurchfahrt und ehemals Laden, markante Klinker-Putzfassade mit Putzquaderungen im Erdgeschoss und im 1. Obergeschoss, charakteristisches Beispiel des Späthistorismus, baugeschichtlich und stadtentwicklungsgeschichtlich von Bedeutung | 09294058 |
|                | Mietshaus in geschlossener Bebauung mit Vorgarten                                                                               | Cöthner Straße 29 (Karte)                   | 1887 (Mietshaus)                                                               | historisierender Putzbau mit Tordurchfahrt, Putzquaderung im Erdgeschoss und Fensterüberdachungen, Sohlbänke und Konsolenfries als Gestaltungselemente der Obergeschosse, charakteristischer Bau der Zeit um 1900, baugeschichtlich und stadtentwicklungsgeschichtlich von Bedeutung | 09294059 |
|                | Mietshaus in geschlossener Bebauung und Vorgarten                                                                               | Cöthner Straße 31 (Karte)                   | 1891, 2002 (Abbruch Werkstattgebäude)                                          | historisierender Klinkerputzbau mit Tordurchfahrt, Putzquaderung im Erdgeschoss sowie florale und figürliche Fassadenmalerei im 4. Obergeschoss als besondere Gestaltungsmerkmale, charakteristischer Bau der Zeit um 1900, baugeschichtlich und stadtentwicklungsgeschichtlich von Bedeutung | 09294060 |
|                | Mietshaus in geschlossener Bebauung mit Vorgarten                                                                               | Cöthner Straße 33 (Karte)                   | um 1890 (Mietshaus)                                                            | historisierender Putzbau mit Putzquaderung im Erdgeschoss und für die Zeit charakteristischen Fensterüberdachungen und Sohlbänken, baugeschichtlich und stadtentwicklungsgeschichtlich von Bedeutung | 09262328 |
|                | Mietshaus in geschlossener Bebauung mit Vorgarten                                                                               | Cöthner Straße 34 (Karte)                   | um 1880 (Mietshaus)                                                            | historisierender Putzbau mit Putzquaderung, Fensterverdachungen und Sohlbänken als charakteristische Gestaltungsmerkmale der Architektur dieser Zeit, baugeschichtlich und stadtentwicklungsgeschichtlich von Bedeutung | 09291295 |
|                | Mietshaus in geschlossener Bebauung mit Vorgarten                                                                               | Cöthner Straße 35 (Karte)                   | 1904 (Mietshaus)                                                               | historisierender Klinkerbau in ähnlicher Gestaltung wie Nummer 37, im Erdgeschoss und 3. Obergeschoss durch Putzflächen abgesetzt und durch Fensterverdachungen sowie Sohlbänke zeittypisch gestaltet, baugeschichtlich und stadtentwicklungsgeschichtlich von Bedeutung | 09294061 |
|                | Mietshaus in geschlossener Bebauung mit Vorgarten                                                                               | Cöthner Straße 37 (Karte)                   | 1903 (Mietshaus)                                                               | historisierender Klinkerbau in ähnlicher Gestaltung wie Nummer 35, im Erdgeschoss und 3. Obergeschoss durch Putzflächen abgesetzt und durch Fensterverdachungen sowie Sohlbänke zeittypisch gestaltet, baugeschichtlich und stadtentwicklungsgeschichtlich von Bedeutung | 09294062 |
|                | Mietshaus in geschlossener Bebauung mit Vorgarten                                                                               | Cöthner Straße 39 (Karte)                   | 1902, bezeichnet 1903 (Mietshaus)                                              | repräsentativer Bau mit Tordurchfahrt, ehemals mit Laden, rote Klinkerfassade mit kontrastierender Stuckgliederung in Jugendstilelementen, baugeschichtlich und stadtentwicklungsgeschichtlich von Bedeutung | 09294063 |
|                | Mietshaus in geschlossener Bebauung                                                                                             | Cöthner Straße 40 (Karte)                   | 1903 (Mietshaus)                                                               | ehemals mit Laden, schlichte Klinkerfassade mit verputzter Erdgeschosszone, Kunststeineinfassung des Eingangsbereiches als augenfälliges Gestaltungsmerkmal, baugeschichtlich und stadtentwicklungsgeschichtlich von Bedeutung | 09294064 |
|                | Mietshaus in geschlossener Bebauung mit Vorgarten                                                                               | Cöthner Straße 41 (Karte)                   | 1901 (Mietshaus)                                                               | ehemals mit Laden, historisierender Klinkerbau mit verputzter Erdgeschosszone und Sandstein-Kunststeingliederung, charakteristisches Beispiel der Architektur seiner Zeit, baugeschichtlich und stadtentwicklungsgeschichtlich von Bedeutung | 09294065 |
|                | Mietshaus in halboffener Bebauung                                                                                               | Cöthner Straße 45 (Karte)                   | 1897 (Mietshaus)                                                               | historisierende Klinkerfassade mit Sandsteingliederung, Putzquaderung im Erdgeschoss, charakteristisches Beispiel der Architektur seiner Zeit, baugeschichtlich und stadtentwicklungsgeschichtlich von Bedeutung | 09294066 |
|                | Mietshaus in offener Bebauung mit Vorgarten                                                                                     | Cöthner Straße 46 (Karte)                   | 1898 (Mietshaus)                                                               | historisierender Putzbau, Seitenrisalite mit Zierfachwerk in den Giebeln, Fenstereinfassungen mit spätgotischen Stilelementen, charakteristisches Beispiel der Architektur seiner Zeit, baugeschichtlich und stadtentwicklungsgeschichtlich von Bedeutung | 09294067 |
|                | Mietshaus in geschlossener Bebauung mit Vorgarten                                                                               | Cöthner Straße 47 (Karte)                   | 1898 (Mietshaus)                                                               | historisierende Putz-Klinker-Fassade mit Seitenrisalit und zeitypischer Gestaltung, baugeschichtlich und stadtentwicklungsgeschichtlich von Bedeutung | 09294068 |
|                | Mietshaus in halboffener Bebauung mit Einfriedung und Vorgarten                                                                 | Cöthner Straße 48 (Karte)                   | 1909–1910 (Mietshaus), 1910 (Einfriedung)                                      | dreigeschossiger Putzbau, übergiebelter Mittelrisalit mit natursteinverblendeter Erdgeschosszone, seitlicher aufgeständerter Holzerker, schlichtes Beispiel der Architektur seiner Zeit, baugeschichtlich und stadtentwicklungsgeschichtlich von Bedeutung Der Maurermeister Moritz Schneider stand für Ausführung und die statischen Berechnungen unter Vertrag des Privatmanns Johann Friedrich Wilhelm. Bauantrag für die Wohnhaushälfte eines als Doppelhaus konzipierten Gebäudes wurde im April 1909 gestellt, am 1. Juni die Erklärung einer Ausführung nach einheitlichem Plan unterzeichnet und acht Tage später die behördliche Genehmigung ausgereicht. Spätere Tekturzeichnungen betrafen den seitlichen Anbau einer Holzveranda. Zum 1. Juli 1910 erfolgte die Gestattung der Benutzung nach Fertigstellung. Gut zwei Jahre später war noch immer kein Haus angebaut, der Giebel zeigte sich – zum Verdruss der Baubehörde – noch immer unverputzt. Doch 1913 erfolgte die Erstellung dieses gewünschten Zwillingshauses, allerdings nicht nach dem gewünschten „einheitlichen Plan“, sondern im neuen Gewand nach Planungen des Architekten F. Otto Gerstenberger. 1968 wurden dir rückwärtigen Balkone einer Prüfung unterzogen, Umbau und Sanierung nebst Dachausbau fallen in die Zeit ab 1995. Das verputzte, durch einen Vorgarten nebst Einfriedung vom Straßenraum zurückgesetzte Gebäude ist weitgehend seiner Fassadenzier aus der Erbauungszeit beraubt. Vorderseits wirkt allenfalls der mittig eingeordnete Standerker mit Zwerchhaus und Rustikaverkleidung im Erdgeschoss – ansprechender zeigt sich die seitliche Giebelfront mit Treppenhausvorbau und auf schlanken hohen Holzstützen stehenden zweigeschossigen Loggien. Diese sind mit Holz verkleidet und an drei Seiten großzügig verglast, originale Details haben sich im Inneren des Hauses bewahrt, u.a. das Treppenhaus mit bleiverglasten Fenstern. Wenig Verständnis für die historische Bausubstanz verrät die links neben den Zwerchhausgiebel gesetzte Gaube. Das Gebäude besitzt einen baugeschichtlichen Wert. LfD/2018, 2019 | 09296964 |
|                | Mietshaus in geschlossener Bebauung, mit Vorgarten und Werkstattgebäude im Hof                                                  | Cöthner Straße 49 (Karte)                   | 1898 (Mietshaus)                                                               | späthistoristischer, zweifarbiger Klinkerbau mit Tordurchfahrt, charakteristisches Beispiel der Architektur seiner Zeit, baugeschichtlich und stadtentwicklungsgeschichtlich von Bedeutung | 09294069 |
|                | Mietshaus in offener Bebauung in Ecklage mit Einfriedung und Vorgarten                                                          | Cöthner Straße 50 (Karte)                   | 1902 (Mietshaus)                                                               | Klinker-Putzbau mit lebendig gegliederter Fassade, augenfälliges Jugendstilrelief im südlichen Giebel, charakteristisches Zeugnis der Architektur um 1900, baugeschichtlich und stadtentwicklungsgeschichtlich von Bedeutung | 09294070 |
|                | Mietshaus in geschlossener Bebauung, mit Vorgarten und Werkstattgebäude im Hof                                                  | Cöthner Straße 51 (Karte)                   | 1898 (Mietshaus)                                                               | Vorderhaus mit Tordurchfahrt, zweifarbig abgesetzte Klinkerfassade mit historistischen Schmuck- und Gestaltungselementen, als zeittypischer Bau baugeschichtlich und stadtentwicklungsgeschichtlich von Bedeutung | 09294071 |
| Weitere Bilder | Doppelmietshaus in offener Bebauung mit Einfriedung bei Nr. 52 und Vorgarten                                                    | Cöthner Straße 52; 54 (Karte)               | 1898 (Doppelmietshaus)                                                         | dreigeschossiger Putzbau mit Walmdach und Porphyrsockel, ähnlich gestaltete Fassaden mit Porphyrgliederung und Zwerchgiebeln, Seitenerker am Haus Nummer 52, sich in seiner Gestaltung von der umgebenden Bebauung absetzendes Gebäude, baugeschichtlich und stadtentwicklungsgeschichtlich von Bedeutung | 09294072 |
|                | Mietshaus in geschlossener Bebauung mit Vorgarten                                                                               | Cöthner Straße 53 (Karte)                   | 1901 (Mietshaus)                                                               | historisierender Klinkerbau mit abgesetztem Erdgeschoss und seitlichen, verputzten und kleinteilig gegliederten Risaliten, charakteristisches Beispiel der Architektur um 1900, baugeschichtlich und stadtentwicklungsgeschichtlich von Bedeutung | 09294073 |
|                | Mietshaus in geschlossener Bebauung mit Vorgarten                                                                               | Cöthner Straße 55 (Karte)                   | 1900 (Mietshaus)                                                               | dreigeschossiger Klinkerbau mit verputztem Erdgeschoss und gestalteter Fassade, die in der Kombination weniger Jugendstilelemente einen ungewöhnlichen Gesamteindruck vermittelt, qualitätvolles Beispiel des ausklingenden Historismus, baugeschichtlich und stadtentwicklungsgeschichtlich von Bedeutung | 09294074 |
|                | Mietshaus in geschlossener Bebauung mit Vorgarten                                                                               | Cöthner Straße 57 (Karte)                   | 1899 (Mietshaus)                                                               | historisierender Klinkerbau mit Putzgliederung im Erdgeschoss, zeittypische Gestaltungselemente, baugeschichtlich von Bedeutung | 09294075 |
|                | Mietshaus in geschlossener Bebauung                                                                                             | Cöthner Straße 59 (Karte)                   | 1899 (Mietshaus)                                                               | Klinkerfassade, zeittypischer Bau, baugeschichtlich von Bedeutung | 09294076 |
|                | Mietshaus in offener Bebauung in Ecklage und Vorgarten                                                                          | Cöthner Straße 60 (Karte)                   | 1926 (Mietshaus)                                                               | mit Laden, dominanter Putzbau mit dezenter Art-Déco-Fassade, baugeschichtlich von Bedeutung | 09294078 |
|                | Mietshaus in geschlossener Bebauung mit Vorgarten                                                                               | Cöthner Straße 61 (Karte)                   | 1899 (Mietshaus)                                                               | zeittypische Putz-Klinkerfassade, charakteristisches Beispiel der Zeit um 1900, baugeschichtlich von Bedeutung | 09294077 |
|                | Mietshaus in halboffener Bebauung mit Vorgarten                                                                                 | Cöthner Straße 62 (Karte)                   | 1911 (Mietshaus)                                                               | durch Erker mit Ornamentik und Gurtgesimse gegliederte Putzfassade, siehe auch Cöthner Straße 64, typisches Beispiel der Architektur nach 1900, baugeschichtlich von Bedeutung | 09294079 |
|                | Mietshaus in geschlossener Bebauung mit Vorgarten                                                                               | Cöthner Straße 63 (Karte)                   | 1899–1900 (Mietshaus)                                                          | Putzfassade im Stil des Historismus, Stuck im Eingangsbereich, baugeschichtlicher und ortsteilentwicklungsgeschichtlicher Wert Die beiden Bauunternehmer Wilhelm Eifert und Johann Friedrich Herrmann Lehmann stellten Antrag für ein Wohn- und Seitengebäude im Oktober 1899 und Anfang Mai 1900 zwecks Schlussbesichtigung. Linksseitig erfolgte 1901/1902 ein Ladeneinbau, der bereits 1937 wieder rückgängig gemacht wurde. Sechs Achsen und vier Geschosse besitzt das komplett verputzte, als Zweispänner erbaute Haus. Aufwendigere Fensterrahmungen mit Stuckdekor zeigen die beiden mittleren Etagen, die Traufe Stuckkonsolen (die ehemals langgezogenen Konsolen wurden durch Baumarktkonsolen ersetzt). Bemerkenswert sind ein Mezzanin und die für die Erbauungszeit recht konservative Dekoration, wobei leider die Aufsätze auf den beiden mittleren Verdachungen im 1. und 2. Obergeschoss heute fehlen. Im Eingangsbereich finden sich Stuckdecke, Wandgliederung und Fußbodenfliesen, im Treppenhaus weitere Details der historischen Ausstattung. Das Mietshaus in geschlossener Zeilenbebauung besitzt seit der letzten Sanierung einen Vorgarten als „Hochrasenfläche“ statt des ehemals sehr breiten Fußweges mit Mosaikpflaster (gleiche Gestaltung bei Cöthner Straße 57/59/61 und ähnliche Vorgartenanlage bei weiteren Grundstücken, vergleiche die breiten gepflasterten Gehwege im vorderen Bereich der Straße). Sanierung vor 2008, dabei auch wenig freundlicher Verputz des Sichtklinkersockels der Erbauungszeit. Das Haus im geschlossenen Straßenzug besitzt einen baugeschichtlichen Wert. LfD/2017, 2018 | 09294080 |
|                | Mietshaus in halboffener Bebauung                                                                                               | Cöthner Straße 64 (Karte)                   | 1911 (Mietshaus)                                                               | durch Erker mit Ornamentik und Gurtgesimse gegliederte Putzfassade, siehe auch Cöthner Straße 62, typisches Beispiel der Architektur nach 1900, baugeschichtlich von Bedeutung | 09294690 |
|                | Mietshaus in offener Bebauung in Ecklage, mit seitlicher Toreinfahrt und Einfriedung                                            | Ehrensteinstraße 7 (Karte)                  | 1911–1912 (Mietshaus)                                                          | Reformstil-Architektur, Putzfassade mit Eckbetonung, baugeschichtlich von Bedeutung Architekt Emil Max Langheinrich als Besitzer der Parzelle entwarf 1911 die Pläne für das große herrschaftliche Mietshaus, das Etagenwohnungen mit jeweils 10 Zimmern enthalten sollte. Der Eingang an der Ostseite führt in das Haupttreppenhaus zu einer großen Diele, die vom Wintergarten aus beleuchtet wurde. Daran schließen sich nach der südlichen Straßenseite die Repräsentationsräume an, während der Wirtschaftstrakt mit Nebentreppenhaus an der Ost- und Nordseite liegt. Im Keller war eine Garage für 3 Autos vorgesehen. Der mächtige Baukörper, der durch das vollständig ausgebaute Dachgeschoss noch höher wirkt, ist in den für Langheinrich charakteristischen neoklassischen Formen errichtet, streng vertikal gegliedert und nur an wenigen markanten Stellen mit Baudekor akzentuiert. Die längere Hauptfassade wird über zwei Geschosse durch eine breite, von drei Lisenen gebildete Vorlage gegliedert, die sich in der Dachzone in einem ebenso breiten Aufbau fortsetzt. Um die Höhenwirkung zu reduzieren, grenzt ein Gesims das Obergeschoss ab. Die Eckverbindung zur Lumumbastraße stellt ein Polygonalerker dar, ein weiterer Eckerker zur Rückseite enthält den Wintergarten. Beide Erker sind im Dach durch kleine Aufbauten markiert. Zum Garten führt eine Freitreppe. Das Haus wurde 1919 an einen jüdischen Rauchwarenhändler verkauft, im Dezember 1938 erfolgte die „Arisierung“ und eine Aufteilung der Etagenwohnungen LfD/1998/2002 | 09291463 |
|                | Wohnhaus in offener Bebauung, mit Einfriedung, zwei Toreinfahrten und Vorgarten                                                 | Ehrensteinstraße 9 (Karte)                  | 1923–1924 (Wohnhaus)                                                           | dominanter Putzbau mit portikusartiker Vorlage im Erdgeschoss und Lisenengliederung im Obergeschoss, künstlerisch wertvolle schmiedeeiserne Tore, baugeschichtlich und künstlerisch von Bedeutung Denkmaltext: Das Zweifamilienhaus für die Rauchwarenhändler Felix Booch-Arkossy und Alfred Kielert wurde 1923–1924 nach Plänen des Stadtbaudirektors i. R. Emil Rayher errichtet. Der quadratische Baukörper wirkt ungewöhnlich steil, da einerseits das Bodenniveau vor der Fassade vertieft ist und zudem ein mittig auf das Walmdach gesetzter Dachausbau mit kleinem Belvedere die Höhenwirkung noch steigert. Die flache, portikusartige Vorlage in der Fassade wirkt durch die Bodenabsenkung zweigeschossig, ihre Lisenen und Sohlbänke sind durch Antragsarbeiten im Art-déco-Stil geschmückt und durch Dreiecksgiebel überdacht (vgl. ähnliche „Portiken“ der 1920er Jahre am Ringmessehaus und der ehem. Oberpostdirektion). Übermannshohe Mauern mit Torbögen führen zu den seitlichen Eingängen. Die beiden Wohnungen nehmen jeweils zwei Geschosse ein, wobei die Räume um eine große querrechteckige Diele gruppiert sind. LfD/1998/2002 | 09291464 |
|                | Doppelmietshaus (Ehrensteinstraße 11 und Gohliser Straße 22) in offener Bebauung                                                | Ehrensteinstraße 11 (Karte)                 | 1936 (Doppelmietshaus)                                                         | schlichte Putzfassade im Stil der dreißiger Jahre, Betonung des Eckbaus durch halbrunde Erker und Eckladen, Sockel und Eingänge in Naturstein-Rahmung hervorgehoben, s. a.: Wohnanlage Ehrensteinstraße 13–23 und Richterstraße 13/13a, baugeschichtlich und sozialgeschichtlich von Bedeutung Wohnanlage zwischen Gohliser Straße und Richterstraße. Das 1936 und 1937 erarbeitete Projekt für eine Wohnanlage an der Stelle des ehemaligen Exerzierhauses sah jeweils zwei Eckbauten zur Gohliser bzw. Richterstraße vor und – hinter einer Belüftungslücke – einen zusammenhängenden Block mit fünf 5 Eingängen (13, 15, 17, 19, 21). Bauherren waren die Inhaber der Zylinderschleiferei und Kolbenfabrik Heinrich Bastert und Gustav Wienstroth. Die Pläne schuf der Architekt Fritz Riemann. Vorgesehen waren Drei- und Vierzimmerwohnungen unterschiedlicher Größe sowie Läden in den Eckbauten. Gestalterisch sind die beiden Eckbauten durch halbrunde Erker und Eckläden mit Eingängen, in Naturstein-Rahmung hervorgehoben. Ansonsten erscheinen die Bauten im schlichten Stil der dreißiger Jahre: ein Sockel aus Theumaer Naturstein im typischen Schichtstein-Mauerwerk zieht sich auch um die Eingänge mit rustikalen Eichentüren. Eine räumliche Gliederung der Reihe wird durch zwei erkerartige Vorlagen angedeutet, in denen die Fensterachsen durch Gesimse verbunden sind. Mit Ehrensteinstraße 21 und 23 sowie Richterstraße 13/13a für Fabrikant Wilhelm Spilker war die Wohnanlage 1938 vollendet. LfD/1998/2002 | 09291465 |
|                | Handschwengelpumpe mit Brunnenschacht und Abdeckplatte                                                                          | Ehrensteinstraße 11 (vor) (Karte)           | 1915 (Handschwengelpumpe)                                                      | Ersatz von Nummer 129, ortsgeschichtlich von Bedeutung | 09292784 |
|                | Mehrfamilienhäuser einer Wohnanlage, mit Vorgärten                                                                              | Ehrensteinstraße 13; 15; 17; 19; 21 (Karte) | 1936 (Mehrfamilienwohnhaus)                                                    | schlichte Putzfassaden im Stil der dreißiger Jahre, Sockel und Eingänge durch Naturstein-Rahmung hervorgehoben, in Einheit mit Ehrensteinstraße 11 und 23, Richterstraße 13/13a und Gohliser Straße 22, Putzfassade, baugeschichtlich und sozialgeschichtlich von Bedeutung Wohnanlage zwischen Gohliser Straße und Richterstraße. Das 1936 und 1937 erarbeitete Projekt für eine Wohnanlage an der Stelle des ehemaligen Exerzierhauses sah jeweils zwei Eckbauten zur Gohliser bzw. Richterstraße vor und – hinter einer Belüftungslücke – einen zusammenhängenden Block mit fünf Eingängen (13, 15, 17, 19, 21). Bauherren waren die Inhaber der Zylinderschleiferei und Kolbenfabrik Heinrich Bastert und Gustav Wienstroth. Die Pläne schuf der Architekt Fritz Riemann. Vorgesehen waren drei- und Vierzimmerwohnungen unterschiedlicher Größe sowie Läden in den Eckbauten. Gestalterisch sind die beiden Eckbauten durch halbrunde Erker und Eckläden mit Eingängen, in Naturstein-Rahmung hervorgehoben. Ansonsten erscheinen die Bauten im schlichten Stil der dreißiger Jahre: ein Sockel aus Theumaer Naturstein im typischen Schichtstein-Mauerwerk zieht sich auch um die Eingänge mit rustikalen Eichentüren. Eine räumliche Gliederung der Reihe wird durch zwei erkerartige Vorlagen angedeutet, in denen die Fensterachsen durch Gesimse verbunden sind. Mit Ehrensteinstraße 21 und 23 sowie Richterstraße 13/13a für Fabrikant Wilhelm Spilker war die Wohnanlage 1938 vollendet. LfD/1998/2002 | 09291466 |
|                | Mietshaus einer Wohnanlage, mit Vorgarten                                                                                       | Ehrensteinstraße 23 (Karte)                 | 1938 (Mehrfamilienwohnhaus)                                                    | schlichte Putzfassade im Stil der dreißiger Jahre, Betonung des Eckbaus durch halbrunde Erker, Eingänge und Sockel in Naturstein-Rahmung hervorgehoben, siehe auch Richterstraße 13 und 13a, Ehrensteinstraße 11–21 und Gohliser Straße 22, baugeschichtlich und sozialgeschichtlich von Bedeutung | 09291475 |
|                | Doppelwohnhaus (mit Richterstraße 10) in offener Bebauung, mit Garten und Vorgarten, Einfriedung, Toreinfahrt und Garage im Hof | Ehrensteinstraße 29 (Karte)                 | 1924–1926 (Doppelwohnhaus)                                                     | durch Art-Déco-Schmuckelemente und Fensterläden belebte Putzfassade, mit Gaupen gegliedertes Walmdach, Eingangsvorbau an der Giebelseite, erbaut für Justizrat Hans Geutebrück, baugeschichtlich und personengeschichtlich von Bedeutung 1924 stellten der Architekt Wilhelm Halpaap und Max Kuhn den Antrag auf Bau eines Doppelhauses. Die Pläne sind von J. Nebel, München, gezeichnet. Das zweigeschossige Haus auf langgestrecktem Rechteckgrundriß wendet sich mit seiner längeren Fassade zur Ehrensteinstraße, die Seitenfront und der Garten in zeittypischer architektonischer Terrassengestaltung sind zur Richterstraße gewandt. Beide Hausteile, jeweils durch Eingangsvorbauten an den Schmalseiten zugänglich, enthielten nur je eine, durch eine zweigeschossige Diele erschlossene Wohnung, und waren zum Garten hin mit Loggia im Obergeschoss und Terrasse geöffnet, die durch eine Glaswand vom Esszimmer getrennt waren. (Noch 1956 war hier eine figürliche Bemalung im Art-déco-Stil erhalten). Die Eingangstür zur Richterstraße besitzt ein kunstvoll geschmiedetes Gitter und ein qualitätvolles figürliches Gusssteinrelief in art-deco-Formen über dem Sturz. Auch die spitzgiebelig gebrochenen Verdachungen der Fenster und die spitzen Giebel der Dachhäuser sind Charakteristika dieser Zeit. Eine kleinteilige Fenstersprossung und Klappläden sind Gestaltungselemente, die der im Übrigen betont schlichten, langgestreckten Rechteckfassade Leben verleihen. LfD/1998/2002 | 09291479 |
|                | Villa mit Vorgarten, Garten, Einfriedung, Brunnen mit Figur im Vorgarten                                                        | Ehrensteinstraße 31 (Karte)                 | um 1910 (Villa)                                                                | wirkungsvoller, giebelständiger Putzbau mit polygonalem Seitenerker, seitlichem Wintergarten, baugeschichtliche und künstlerische Bedeutung | 09299416 |
|                | Pergola und Einfriedung eines Villengrundstückes                                                                                | Ehrensteinstraße 33 (Karte)                 | um 1910 (Pergola)                                                              | geschichtliche Bedeutung | 09299417 |
|                | Villa mit Remisengebäude, Vorgarten und Einfriedung                                                                             | Ehrensteinstraße 35 (Karte)                 | 1912–1913 (Villa)                                                              | zweigeschossiger Putz über quadratischem Grundriss mit Mansarddach, Fassadengliederung durch polygonale Vorlagen, beachtenswertes Beispiel der Architektur nach 1900, baugeschichtlich von Bedeutung Villa, 1912–1913 für Fabrikdirektor Felix Siegel nach Plänen des Architektenbüros Crawfurd-Jensen & Edler gebaut. Der Bau auf annähernd quadratischem Grundriss mit hohem, abgewalmten Mansarddach wird durch halbrunde und polygonale Vorlagen gegliedert: Eingangs- und Treppenhausvorbau an der Ostseite, Herrenzimmer-Erker an der Straßenseite, Speisezimmer-Erker zur Westseite und Wintergarten mit Veranda an der Gartenseite. Gebäudekanten und Vorbauten sind durch Werksteinquaderung betont, ein Dachaufbau mit hohem Halbrundabschluss dominiert die repräsentative Straßenfront. Das Innere war durch eine quadratische Diele, ursprünglich geschossübergreifend und mit Oberlicht, erschlossen. Zur Villa gehört das ehemalige Kutscherhaus, stilistisch dem Hauptbau entsprechend, ebenfalls mit Mansarddach und Halbrundgiebel. 1944 Teilung in Etagenwohnungen. LfD/1998/2002 | 09291482 |
|                | Mietshaus in halboffener Bebauung konzipiert, mit seitlicher Einfriedung                                                        | Ehrensteinstraße 39 (Karte)                 | 1926–1927 (Doppelmietshaus)                                                    | ursprünglich Teil eines Doppelwohnhauses, viergeschossiger Putzbau mit Mansarddach, Fassadengliederung durch halbrunde Erker und sehr hohen Werksteinsockel, stilistisch der Zeit um 1910 angelehnt, baugeschichtlich von Bedeutung Das Mietshaus wurde 1926/1927 an die bestehende Nummer 37 (kriegszerstört) angebaut. Die Bauvorschrift schrieb eine Angleichung an diesen um 1912 errichteten Bau vor. Für den Neubau schuf das Architekturbüro Zweck und Voigt die Pläne. Angeglichen wurden Höhe, Dachform und die Gliederung durch halbrunde Erker. Auch der sehr hohe Werksteinsockel entsprach dem älteren Bau, während auf die Ausstattung mit ornamentalem Bauschmuck verzichtet wurde. In den Plänen ist art-déco-Ornamentik am Mittelerker eingezeichnet. Der runde Aufbau des Eckerkers war durch eine Kuppel abgeschlossen. LfD/1998/2002 | 09291483 |
|                | Mietshaus in halboffener Bebauung und in Ecklage, mit Laden (ehem. Apotheke)                                                    | Ehrensteinstraße 47a (Karte)                | 1926–1928 (Mietshaus)                                                          | schlichte Putzfassade mit Eckturm und Erker als Gliederungselementen, als Teil einer Gruppe letzter, noch authentisch erhaltener Baukörper, baugeschichtlich von Bedeutung Nummer 41 stellt den Kopfbau einer ursprünglich aus fünf Häusern (41/43/45/47/47a) bestehenden Baugruppe dar. Auch die Nummer 37 und 39 gehörte den Auftraggebern, dem Architekten und Baugeschäftsinhaber Otto Lauke und Max Seyfarth. Die Pläne stammen von 1926, sie variieren das schon bei Nummer 37 angelegte räumliche Grundmotiv mit Erkern und Eckturm, die Einzelformen wie Eingänge, Türen und Antragsarbeiten entsprechen jedoch dem Zeitstil des art-déco. Abschließender Kopfbau war die Nummer 47a, die bereits bei Fertigstellung 1928 eine Apotheke enthielt. LfD/1998/2002 | 09291486 |
|                | Mietshaus in halboffener Bebauung und in Ecklage                                                                                | Ehrensteinstraße 49 (Karte)                 | 1907 (Mietshaus)                                                               | historisierender Putzbau mit Eckladen, starker Betonung der Eckfassade, Seitenerker, geteiltem Mansarddach und kleinteilig strukturierter Fassade, charakteristisches Beispiel der prosperierenden Stadtentwicklung nach 1900, baugeschichtlich von Bedeutung Die Pläne für das Wohn- und Geschäftshaus an der Ecke zur Georg-Schumann-Straße schuf 1907 Emil Franz Hänsel für den Kaufmann Paul Völcker. Mit dichtstrukturierten Fassadenflächen, Öffnung der breiten Eckverbrechung und Akzentuierung der Dachlandschaft hat Hänsel dem großen Eckbau etwas von seiner Massigkeit genommen. Dabei wechseln dekorierte Zonen, wie die beiden durch Spundierung betonten und mit Lisenen zusammengefassten Mittelgeschosse mit glatten Putzbändern ab. Das Erdgeschoss, 1941 durch neue Schaufenstereinbauten verändert, war wie das Obergeschoss mit Rieselputz versehen. Die deutlich kleineren Fenster des Obergeschosses sind durch plastische Girlanden gerahmt, ebenso wie die Lisenen der Mittelgeschosse zusätzlich durch eine Noppendekoration plastische Substanz erhalten. Floraler Baudekor findet sich im geschwungenen Giebelfeld des Eingangs und in den Sohlbänken der Eckerker. Insgesamt ist der Bau typisch für die dekorative Phase im Schaffen des Architekten. LfD/1998/2002 | 09291487 |
|                | Mietshaus in ehemals geschlossener Bebauung                                                                                     | Eisenacher Straße 2 (Karte)                 | 1885 (Mietshaus)                                                               | mit Hausdurchgang, historisierender Putzfassade mit zeittypischen Dekor, baugeschichtlich von Bedeutung | 09293206 |
|                | Mietvilla mit Remise, Garten und Einfriedung                                                                                    | Eisenacher Straße 3 (Karte)                 | bezeichnet 1881–1882 (Mietvilla)                                               | Putzfassade, baugeschichtlich von Bedeutung | 09292205 |
|                | Mietshaus in geschlossener Bebauung                                                                                             | Eisenacher Straße 6 (Karte)                 | 1887 (Mietshaus)                                                               | historisierende Putzfassade mit zeittypischem Dekor, Holzpaneele und Stuck im Eingangsbereich, charakteristisches Beispiel um 1900, baugeschichtlich von Bedeutung | 09293207 |
|                | Doppelmietshaus (mit Schorlemmerstraße 12) in offener Bebauung in Ecklage                                                       | Eisenacher Straße 7 (Karte)                 | 1910/1920 (Doppelmietshaus)                                                    | massiver Baukörper mit glatter Putzfassade, Rustikasockel und gliedernden Gesimsen, von besonderem gestalterischem Augenmerk sind die figürlichen Reliefs neben den Haustüren, baugeschichtlich von Bedeutung | 09293208 |
|                | Mietshaus in Ecklage | Eisenacher Straße 8 (Karte)                 | 1878 (Mietshaus)                                                               | ehemals mit Eckladen, historisierende Putzfassade mit Sandsteingliederung, schlichtes Beispiel der Architektur des späten 19. Jh., baugeschichtlich von Bedeutung | 09293209 |
|                | Mietshaus in Ecklage | Eisenacher Straße 9 (Karte)                 | 1862 (Mietshaus)                                                               | zeittypische historisierende Putzfassade mit Sandsteingliederung, baugeschichtlich von Bedeutung | 09293210 |
|                | Mietshaus in geschlossener Bebauung                                                                                             | Eisenacher Straße 14 (Karte)                | um 1880 (Mietshaus)                                                            | historisierende Putzfassade mit Natursteinsockel und zeittypischem Dekor, charakteristisches Beispiel der Stadterweiterung um 1900, baugeschichtlich von Bedeutung | 09293211 |
|                | Doppelmietshaus in geschlossener Bebauung                                                                                       | Eisenacher Straße 17; 19 (Karte)            | 1903–1904 (Doppelmietshaus)                                                    | Putzfassade, Holzpaneele und Terrazzo im Eingangsbereich, baugeschichtlich von Bedeutung | 09293212 |
|                | Mietshaus in geschlossener Bebauung und Vorgarten                                                                               | Eisenacher Straße 21 (Karte)                | um 1875 (Mietshaus)                                                            | mit Tordurchfahrt, Putzfassade, baugeschichtlich von Bedeutung | 09297350 |
|                | Mietshaus in geschlossener Bebauung mit Vorgarten                                                                               | Eisenacher Straße 23 (Karte)                | 1887 (Mietshaus)                                                               | Putzfassade, Stuck und Terrazzo mit Mosaik im Eingangsbereich, baugeschichtlich von Bedeutung | 09293213 |
|                | Mietshaus in geschlossener Bebauung mit Vorgarten                                                                               | Eisenacher Straße 25 (Karte)                | 1886 (Mietshaus)                                                               | historisierende Klinkerfassade mit Segmentbogenfenstern und vielgestaltiger Ornamentik, als gestalterisch interessanter, zeittypischer Bau baugeschichtlich von Bedeutung | 09293215 |
|                | Mietshaus in geschlossener Bebauung mit Vorgarten                                                                               | Eisenacher Straße 27 (Karte)                | 1894 (Mietshaus)                                                               | ehemals mit Laden, Putzfassade mit Sandsteingliederung, für den Historismus typische Fassadengestaltung mit Sohlbänken und Fensterüberdachen, als charakteristisches Beispiel der Architektur um 1900 baugeschichtlich von Bedeutung | 09293216 |
|                | Mietshaus in geschlossener Bebauung und Vorgarten                                                                               | Eisenacher Straße 29 (Karte)                | 1881 (Mietshaus)                                                               | mit Tordurchfahrt, Putzfassade mit Sandsteingliederung, Gurtgesims, charakteristischen Sohlbänken, Fensterüberdachungen und Konsolfries, bezeichnend für den Stil des Historismus, baugeschichtlich von Bedeutung | 09293217 |
|                | Mietshaus in geschlossener Bebauung                                                                                             | Eisenacher Straße 35 (Karte)                | 1885–1886 (Mietshaus)                                                          | mit Tordurchfahrt, ehemals mit Laden, Putzfassade mit Sandsteingliederung, Gurtgesims, Sohlbänken und Fensterüberdachungen als gestalterisch typische Merkmale des Historismus, baugeschichtlich von Bedeutung Maurermeister Carl Harz stand bei Produktenhändler und Fleischermeister Friedrich Wilhelm Richter unter Vertrag für die Errichtung je eines Vorder- und Hintergebäudes auf dem Grundstück der damaligen Langen Straße 56. Der Bauantrag datiert vom 7. September 1885, das Protokoll der Schlussprüfung vom 11. September des Folgejahres. Im Hofgebäude konnten Waschküche, Schlachthaus, Wurstküche und ein Pferdestall nebst Heuboden eingerichtet werden, im Vorderhaus entstanden im Erdgeschoss neben der Durchfahrt eine Ladenwohnung und jeweils zwei Mietparteien kamen in den beiden Stockwerken darüber unter. Neben Bodenraum war auch eine Wohnung unterm Dach vorgesehen. Statt des ortsüblichen (schmalen) Vorgartens stellte die Baubehörde 1891 die Versiegelung des schmalen Streifens mit Mosaikpflaster fest. Zwischen 1898 und 1902 ließ Richter einen Pferdestall als Anbau an das Hofgebäude errichten (Komplettabbruch der Hofbebauung 1997) und 1907 im Wohnhaus einen zweiten Laden einrichten. Ehemals gliederten Sandsteinwerksteine die straßenseitige Putzfassade, deren Parterre keine der ehemaligen Putzstrukturen mehr besitzt, die Ladenzone ist zurückgebaut. Um die Fenster sind billige, vorgefertigte Gussteile als Rahmung gefügt. Ehemals befand sich vis-à-vis des Hauses die berühmte Gohliser Aktienbrauerei, das Gebäude besitzt einen baugeschichtlichen Wert. LfD/2019 | 09293218 |
|                | Villa | Eisenacher Straße 38 (Karte)                | 1865 (Villa)                                                                   | zweigeschossiger, repräsentativer historisierender Putzbau mit flach geneigtem Walmdach, beachtenswertes Beispiel des frühen Historismus, baugeschichtlich von Bedeutung | 09293219 |
|                | Mietshaus in halboffener Bebauung und im Hof seitliche Einfriedungsmauer zu Nr. 38                                              | Eisenacher Straße 40; 40a; 40b (Karte)      | 1899 (Mietshaus), 1899 (Einfriedung)                                           | mit Tordurchfahrt, viergeschossiger Putzbau mit ausgebautem Mansarddach, Holzpaneele in der Tordurchfahrt, Einfriedung als Klinkermauer, als typisches Beispiel der Architektur um 1900 baugeschichtlich von Bedeutung | 09293220 |
|                | Mietshaus in geschlossener Bebauung                                                                                             | Eisenacher Straße 42 (Karte)                | 1901 (Mietshaus)                                                               | Putzfassade mit Gurtgesimsen, Fensterüberdachungen, Zwerchhaus mit Schmuckgiebel, charakteristisches Beispiel der Zeit um 1900, baugeschichtlich von Bedeutung | 09293221 |
|                | Mietshaus in geschlossener Bebauung mit Vorgarten                                                                               | Eisenacher Straße 43 (Karte)                | 1886 (Mietshaus)                                                               | historisierende Putzfassade mit ornamentalen Gestaltungselementen, charakteristisches Beispiel seiner Zeit, baugeschichtlich von Bedeutung | 09293222 |
|                | Mietshaus in geschlossener Bebauung in Ecklage                                                                                  | Eisenacher Straße 44 (Karte)                | 1902 (Mietshaus)                                                               | gleichmäßige Lochfassade mit abgesetztem Erdgeschoss und akzentuierenden Erkern mit Balkonen, zeittypischer Putzbau, baugeschichtlich von Bedeutung | 09293223 |
|                | Mietshaus in geschlossener Bebauung mit Vorgarten                                                                               | Eisenacher Straße 47 (Karte)                | 1885 (Mietshaus)                                                               | mit Hausdurchgang, dreigeschossiger Putzbau mit Sandsteingliederung, zeittypische Gestaltung mit Nutungen, Fensterüberdachungen und Sohlbänken, baugeschichtlich von Bedeutung | 09293224 |
|                | Mietshaus in geschlossener Bebauung und Vorgarten                                                                               | Eisenacher Straße 49 (Karte)                | 1891 (Mietshaus)                                                               | mit Hausdurchgang, historisierende Putzfassade mit zeittypischen Gestaltungselementen, baugeschichtlich von Bedeutung | 09293225 |
|                | Mietshaus in geschlossener Bebauung                                                                                             | Eisenacher Straße 51 (Karte)                | um 1895 (Mietshaus)                                                            | mit Tordurchfahrt zu Möckernsche Straße 8, breit gezogene Klinkerfassade, Erdgeschoss mit Putznutungen, historisierende Fassadengestaltung, zeittypischer Bau, baugeschichtlich von Bedeutung | 09293226 |
|                | Mehrfamilienhäuser einer Wohnanlage (zusammen mit Möckernsche Straße 14)                                                        | Eisenacher Straße 53a; 55; 55a (Karte)      | 1936 (Mehrfamilienwohnhaus)                                                    | viergeschossige Putzbauten im traditionalistischen Stil mit aufwendiger, vertikaler Putzgliederung im Art-déco-Stil im Bereich der Treppenhäuser, charakteristisches Beispiel der Architektur der 1930er Jahre, baugeschichtlich von Bedeutung | 09293227 |
|                | Mietshaus in geschlossener Bebauung                                                                                             | Eisenacher Straße 57 (Karte)                | 1909 (Mietshaus)                                                               | viergeschossiger Putzbau in Reformstil-Architektur, versachlichte Fassadengestaltung, übergiebelter Eingangsbereich, charakteristisches Beispiel der Architektur dieser Zeit, baugeschichtlich von Bedeutung | 09293228 |
|                | Doppelmietshaus in geschlossener Bebauung                                                                                       | Eisenacher Straße 59; 61 (Karte)            | um 1905 (Doppelmietshaus)                                                      | vielgestaltige Putzfassade mit floralen und geometrischen Ornamenten, Zwerchhäuser mit Zierfachwerk im mittig angrenzenden Bereich, bezeichnendes Beispiel der Zeit des Historismus, baugeschichtlich von Bedeutung | 09293229 |
|                | Mietshaus in geschlossener Bebauung in Ecklage mit Vorgarten                                                                    | Eisenacher Straße 63 (Karte)                | um 1895 (Mietshaus)                                                            | historistischer Putzbau mit zeittypischen Gestaltungselementen wie Fensterüberdachungen, Putznutungen, Konsolfries, charakteristisches Beispiel der Architektur um 1900, baugeschichtlich von Bedeutung | 09293240 |
|                | Mietshaus in halboffener Bebauung in Ecklage                                                                                    | Eisenacher Straße 65 (Karte)                | um 1900 (Mietshaus)                                                            | historisierende Putzfassade mit Mittelrisaliten und abgesetzten, ornamentalen Putzfeldern als Gestaltungselementen, zeittypisches Beispiel der Architektur, baugeschichtlich von Bedeutung | 09293232 |
|                | Mietshaus in geschlossener Bebauung und Vorgarten                                                                               | Eisenacher Straße 66 (Karte)                | um 1875 (Mietshaus)                                                            | mit Hausdurchgang, schlichte Putzfassade mit Gestaltungselementen des Historismus, baugeschichtlich von Bedeutung | 09296954 |
|                | Mietshaus in geschlossener Bebauung, mit Vorgarten und Werkstattgebäude im Hof                                                  | Eisenacher Straße 68 (Karte)                | um 1890 (Mietshaus)                                                            | Vorderhaus mit Tordurchfahrt, viergeschossiger Putzbau, Erdgeschoss mit Putzquaderung, Fensterüberdachungen und Stuckornamente als charakteristische Gestaltungsmerkmale des Historismus, ehemalige Glaserei im Hof, baugeschichtlich von Bedeutung | 09293234 |
|                | Mietshaus in halboffener Bebauung                                                                                               | Eisenacher Straße 70 (Karte)                | um 1875 (Mietshaus)                                                            | historisierende Putzfassade mit Gurtgesimsen, Putznutungen und Fensterüberdachungen, charakteristisches Beispiel der Zeit um 1900, baugeschichtlich von Bedeutung | 09291688 |
|                | Mietshaus in halboffener Bebauung                                                                                               | Eisenacher Straße 74 (Karte)                | 1914 (Mietshaus)                                                               | zurückhaltend gestaltete Putzfassade mit Formen des Reformstils, charakteristisches Beispiel der Architektur nach 1900, baugeschichtlich von Bedeutung | 09293236 |
|                | Mietshaus in geschlossener Bebauung mit Vorgarten                                                                               | Eisenacher Straße 76 (Karte)                | 1896 (Mietshaus)                                                               | Putzfassade mit Stilelementen der Neorenaissance, Mittelrisalit, Zwerchgiebel, Segmentbogenfenster, charakteristisches Beispiel des Architektur um 1900, baugeschichtlich von Bedeutung | 09293237 |
|                | Einfriedung und Toreinfahrt eines Grundstückes und Garagenhaus im Hof                                                           | Eisenacher Straße 80 (Karte)                | um 1890 (Einfriedung)                                                          | Klinkerpfeiler und eiserner Zaun als Einfriedung, baugeschichtlich von Bedeutung | 09296887 |
|                | Villa mit Einfriedung, zwei Toreinfahrten, Garten und Remisengebäude                                                            | Eisenacher Straße 84 (Karte)                | 1902 (Villa)                                                                   | zweigeschossiger Putzbau mit asymmetrischem Fassadenaufbau, unterschiedlichen Fenstergrößen und Fensterformen, seitlichem Turmaufbau und Holzveranda, charakteristisches Beispiel der Bebauung um 1900, baugeschichtlich von Bedeutung | 09293238 |
|                | Wohnhaus in offener Bebauung | Eisenacher Straße 85 (Karte)                | 1861 (Mietshaus)                                                               | schlichte Putzfassade mit Zwerchhaus, seltenes Beispiel für die Änderung in der Bebauungsstruktur kurz vor der Reichsgründung, baugeschichtlich und ortsentwicklungsgeschichtlich von Bedeutung Unter den Planungen für ein 1861 zu errichtendes zweigeschossiges Wohngebäude unterschrieb der Maurermeister Heinrich Purfürst, als Bauherr wird Johann Gottlieb Volland genannt. Ein nicht umgesetzter Entwurf von Carl Hertel zeigt ein eingeschossiges Wohngebäude. Der ausgeführte, schlichte zweigeschossige Putzbau über Bruchsteinsockel besitzt ein prägendes vierachsiges Zwerchhaus und einen rückwärtigen Zugang. Es dokumentiert dieses Gebäude den baulichen Wechsel in den Leipziger Vororten und vorgelagerten Dörfern in den 1860er Jahren, als neben der „klassischen“ dörflichen Bebauung erste reine Wohngebäude entstanden, zumeist an den Durchfahrtsstraßen (und) in Randlage zur Ortskernbebauung. Nur noch wenige dieser Häuser der unmittelbaren Bauphase vor der Reichsgründung sind im heutigen Leipziger Stadtgebiet weitgehend original erhalten geblieben. Zur überkommenen Ausstattung des ehemals unter Möckernsche Straße 18 geführten Gebäudes gehören Treppenhaus, Wohnungseingangs- und Wohnungsinnentüren sowie Fenster. LfD/2013/2014 | 09293988 |
|                | Villa mit Einfriedung, Toreinfahrt, Garten und Werkstattgebäude sowie Schuppen im Hof                                           | Eisenacher Straße 86 (Karte)                | 1880 (Villa)                                                                   | Villa mit schlichter Putzfassade, Mittelrisalit, pavillonartiger Erker, Hofgebäude mit Klinkerfassade, benannt nach der Ziegeleibesitzerfamilie Brandt, baugeschichtlich und ortsgeschichtlich von Bedeutung | 09293239 |
|                | Schulgebäude, mit Vorgarten | Elsbethstraße 1 (Karte)                     | 1884–1888, bezeichnet 1888 (Schule)                                            | Putzfassade mit Sandsteingliederung, baugeschichtlich und ortsgeschichtlich von Bedeutung | 09293919 |
| Weitere Bilder | Schulgebäude mit Turnhalle, Nebengebäude sowie Verbindungsgang, Einfriedung, Vorgarten und Hofpflaster                          | Elsbethstraße 2; 4 (Karte)                  | 1905 (Schule)                                                                  | Putzfassade, baugeschichtlich und ortsgeschichtlich von Bedeutung | 09293917 |
|                | Mietshaus in geschlossener Bebauung mit Vorgarten                                                                               | Elsbethstraße 3 (Karte)                     | um 1885 (Mietshaus)                                                            | Putzfassade, baugeschichtlich von Bedeutung | 09293926 |
|                | Mietshaus in geschlossener Bebauung mit Vorgarten                                                                               | Elsbethstraße 5 (Karte)                     | um 1885 (Mietshaus)                                                            | Putzfassade, baugeschichtlich von Bedeutung | 09293924 |
|                | Mietshaus in geschlossener Bebauung mit Vorgarten                                                                               | Elsbethstraße 6 (Karte)                     | um 1890 (Mietshaus)                                                            | Klinkerfassade, baugeschichtlich von Bedeutung | 09293920 |
|                | Mietshaus in geschlossener Bebauung                                                                                             | Elsbethstraße 7 (Karte)                     | um 1890 (Mietshaus)                                                            | mit Tordurchfahrt, Putzfassade, Ladenfront original, baugeschichtlich von Bedeutung | 09293923 |
|                | Mietshaus in geschlossener Bebauung                                                                                             | Elsbethstraße 9 (Karte)                     | 1887–1889 (Mietshaus)                                                          | mit Tordurchfahrt, ehemals mit Laden, Putzfassade, baugeschichtliche Bedeutung Zur Erbauungszeit führte das Grundstück die Adresse Obere Blumenstraße 10 – zwischen November 1887 und Februar 1889 entstanden hier ein Mietshaus mit Durchfahrt, Laden und Ladenwohnung. Finanzierung, Bauleitung, Entwurf und Ausführung übernahm in Personalunion der Maurermeister Carl Ferdinand Neumann. In den Obergeschossen waren jeweils drei Wohneinheiten zu mieten. Ein Hinterhaus entstand erst im zweiten Anlauf 1889/1890 mit Waschküche im Keller und drei Wohnungen in den Stockwerken, das ehemals geplante Werkstattgebäude im Hof, wofür die Durchfahrt ja konzipiert war, kam nicht zur Ausführung. Sanierung, Dachausbau und Balkonanbau erfolgten in der Zeit 1994 bis 2000 für das Vorderhaus, betreffend das Hintergebäude um 1998. Die vielfältig gegliederte Putzfassade der Straßenfront besitzt in den beiden oberen Etagen zwischen schwach vortretenden Seitenrisaliten größere Flächen mit rötlich gefärbten Klinkerblendern, aufwändige Fensterverdachungen und eine Reihung Stuckkonsolen unter dem Hauptgesims. Der Späthistorismusbau in geschlossener Reihe ist rückwärtig zugänglich, hat zahlreiche Teile der Ausstattung erhalten, zu Wohnraum umgebaut sind die ehemaligen Ladenbereiche. Baugeschichtliche Bedeutung. LfD/2017, 2018 | 09295238 |
|                | Mietshaus in geschlossener Bebauung, mit Vorgarten und Werkstattgebäude im Hof                                                  | Elsbethstraße 10 (Karte)                    | um 1890 (Mietshaus)                                                            | Vorderhaus mit Tordurchfahrt, Putzfassade, Stuck und Holztäfelung in der Tordurchfahrt, baugeschichtlich von Bedeutung | 09293925 |
|                | Mietshaus in geschlossener Bebauung und Vorgarten                                                                               | Elsbethstraße 11 (Karte)                    | um 1885 (Mietshaus)                                                            | mit Tordurchfahrt, Klinkerfassade, baugeschichtlich von Bedeutung | 09297942 |
|                | Mietshaus in geschlossener Bebauung, mit Vorgarten                                                                              | Elsbethstraße 12 (Karte)                    | 1887 (Mietshaus)                                                               | Putz-Klinker-Fassade, mit Tordurchfahrt, zwei eiserne Radabweiser, baugeschichtlich von Bedeutung | 09295240 |
|                | Mietshaus in geschlossener Bebauung mit Vorgarten                                                                               | Elsbethstraße 13 (Karte)                    | um 1890 (Mietshaus)                                                            | mit Tordurchfahrt, ehemals mit Laden, Klinkerfassade, baugeschichtlich von Bedeutung | 09291297 |
|                | Mietshaus in ehemals geschlossener Bebauung und Vorgarten                                                                       | Elsbethstraße 14 (Karte)                    | um 1890 (Mietshaus)                                                            | mit Tordurchfahrt, Klinker-Putz-Fassade, baugeschichtlich von Bedeutung | 09295241 |
|                | Taxirufsäule | Elsbethstraße 17 (vor) (Karte)              | um 1970 (Versorgungsbau)                                                       | vor Haus Nummer 17 in Ecklage, Kunststeinsockel mit blauem Aufsatz, technikgeschichtlich von Bedeutung | 09291026 |
|                | Mietshaus in geschlossener Bebauung mit Vorgarten                                                                               | Elsbethstraße 22 (Karte)                    | um 1895 (Mietshaus)                                                            | mit Tordurchfahrt, Putzfassade, Holzpaneele in der Tordurchfahrt, baugeschichtlich von Bedeutung | 09294158 |
|                | Mietshaus in geschlossener Bebauung und Vorgarten                                                                               | Elsbethstraße 24 (Karte)                    | um 1900 (Mietshaus)                                                            | mit Laden, Putzfassade, Holzpaneele, Stuck und Wandgemälde im Eingangsbereich, baugeschichtlich von Bedeutung | 09294159 |
|                | Mietshaus in geschlossener Bebauung mit Vorgarten                                                                               | Elsbethstraße 26 (Karte)                    | um 1900 (Mietshaus)                                                            | Putzfassade, baugeschichtlich von Bedeutung | 09294160 |
|                | Mietshaus in geschlossener Bebauung mit Vorgarten                                                                               | Elsbethstraße 27 (Karte)                    | um 1895 (Mietshaus)                                                            | Klinkerfassade, baugeschichtlich von Bedeutung | 09296973 |
|                | Mietshaus in geschlossener Bebauung mit Vorgarten                                                                               | Elsbethstraße 28 (Karte)                    | um 1900 (Mietshaus)                                                            | Putzfassade, baugeschichtlich von Bedeutung | 09294161 |
|                | Mietshaus in geschlossener Bebauung mit Vorgarten                                                                               | Elsbethstraße 29 (Karte)                    | 1895/1900 (Mietshaus)                                                          | Putzfassade mit Sandsteingliederung, baugeschichtlich von Bedeutung | 09294162 |
|                | Mietshaus in geschlossener Bebauung und Vorgarten                                                                               | Elsbethstraße 30 (Karte)                    | um 1900 (Mietshaus)                                                            | mit Laden, Putzfassade mit Sandsteingliederung, Ladenfront original, baugeschichtlich von Bedeutung | 09294163 |
| Weitere Bilder | Mietshaus in geschlossener Bebauung in Ecklage                                                                                  | Elsbethstraße 32 (Karte)                    | um 1900 (Mietshaus)                                                            | Putzfassade mit Sandsteingliederung, baugeschichtlich von Bedeutung | 09294165 |
|                | Mietshaus in geschlossener Bebauung mit Vorgarten                                                                               | Elsbethstraße 33 (Karte)                    | um 1890 (Mietshaus)                                                            | Putzfassade mit Sandsteingliederung, baugeschichtlich von Bedeutung | 09294166 |
|                | Mietshaus in geschlossener Bebauung in Ecklage und Vorgarten                                                                    | Elsbethstraße 34 (Karte)                    | um 1885 (Mietshaus)                                                            | mit Laden, Putz-Klinker-Fassade, baugeschichtlich von Bedeutung | 09260268 |
|                | Mietshaus in geschlossener Bebauung mit Vorgarten                                                                               | Elsbethstraße 35 (Karte)                    | um 1890 (Mietshaus)                                                            | mit Hausdurchgang, Putzfassade mit Sandsteingliederung, baugeschichtlich von Bedeutung | 09294167 |
|                | Mietshaus in halboffener Bebauung mit Vorgarten                                                                                 | Elsbethstraße 36 (Karte)                    | um 1885 (Mietshaus)                                                            | Klinkerfassade, baugeschichtlich von Bedeutung | 09260269 |
|                | Mietshaus in geschlossener Bebauung mit Vorgarten                                                                               | Elsbethstraße 37 (Karte)                    | um 1890 (Mietshaus)                                                            | Putzfassade, baugeschichtlich von Bedeutung | 09294168 |
|                | Kinderbewahranstalt in offener Bebauung, mit Einfriedung und Vorgarten                                                          | Elsbethstraße 38 (Karte)                    | 1881–1882 (Stift)                                                              | Putzfassade, baugeschichtlich und sozialgeschichtlich von Bedeutung | 09294169 |
|                | Mietshaus in halboffener Bebauung                                                                                               | Elsbethstraße 40 (Karte)                    | 1895/1900 (Mietshaus)                                                          | mit Tordurchfahrt, Klinkerfassade, baugeschichtlich von Bedeutung | 09294170 |
|                | Mietshaus in offener Bebauung                                                                                                   | Endnerstraße 6 (Karte)                      | 1910–1912 (Mietshaus)                                                          | Putzfassade, Haustür mit geätzten Scheiben, baugeschichtlicher Wert Einem im April 1910 vorgelegten Vorprojekt des Baumeisters Ernst Schlieder folgte im Spätherbst des Jahres der eigentliche Antrag zur Errichtung eines Wohngebäudes, unterzeichnet von Kaufmann Friedrich Hermann Bertram als Finanzier. Neue Pläne für das hernach auch umgesetzte Unterfangen fertigte 1912 das Architektur- und Ingenieurbüro Weber & Schöne, als Unternehmer trat nun Franz Robert Bauer auf. Nach der Grundbauprüfung im August 1912 gelangte das Haus bereits im Januar 1913 zum Abschluss, die Ausführung hatte Bauunternehmer Hermann Planitz übernommen. Sanierung 2005/2006. Mittig in die komplett über Kunststeinsockel verputzte Fassade ist der Eingang eingeordnet, rechtsseitig ein Zwerchhausabschluss. Beinahe schmucklos zeigt sich das Erscheinungsbild im Stil der zeitgenössischen Reformarchitektur. Übrigens weisen beide Entwürfe einen ähnlichen Fassadenaufbau mit unterschiedlicher Stockwerkzahl, mittigem Hauseingang und Wirtschaftszugang auf. Neben den aufwändigeren Kellerfenstergittern haben sich zahlreiche Ausstattungsdetail im Inneren erhalten. Baugeschichtlicher Wert. LfD/2017, 2018 | 09298017 |
|                | Mietshaus in Ecklage in halboffener Bebauung (bauliche Einheit mit Prellerstraße 53/55), mit Vorgarten                          | Erfurter Straße 1a (Karte)                  | bezeichnet 1935 (Mietshaus)                                                    | Putzfassade mit Sgraffiti, baugeschichtlich von Bedeutung 13. September 1934 Antrag der Architekten Bock & Paatzsch auf den Bau dreier Wohnhäuser für die Offene Handelsgesellschaft. Die Hauptsimshöhe wurde der vorhandenen Altbebauung Nummer 51 angeglichen, während der Baublock insgesamt 4 Meter von der Straßenflucht zurückgesetzt wurde. Der abschließende Hausteil bildet einen Flügel zur Erfurter Straße, hier setzt ein halbrunder, über alle Geschosse reichender Vorbau (ursprünglich mit nadelartigem Türmchen) mit floraler Sgraffitomalerei den einzigen schmückenden Akzent. Ansonsten sind die Fassaden betont schlicht. Lediglich die Eingangszonen werden durch Porphyrverblendung, die die beiden anschließenden Achsen des Erdgeschosses mit einbezieht, und schmaler Klinkerrahmung farblich hervorgehoben. Auch die breiten, dreigeteilten Fenster besitzen eine schmale Klinkereinfassung. Die Häuser enthalten jeweils zwei Wohnungen um 90 m² pro Etage, im Flügel Erfurter Straße kleinere Zwei-Zimmer-Wohnungen, und wurden 1936 an die Allianz und Stuttgarter Lebensversicherungsbank verkauft. LfD/1998/2002 | 09293160 |
|                | Einfriedung eines Villengrundstücks                                                                                             | Erfurter Straße 2 (Karte)                   | um 1885 (Garteneinfriedung)                                                    | Eisenzaun und Sandsteinsockel, baugeschichtlich von Bedeutung | 09298011 |
|                | Mietvilla mit Einfriedung, Vorgarten und Garten                                                                                 | Erfurter Straße 4 (Karte)                   | 1878–1879 (Mietvilla)                                                          | Putzfassade, baugeschichtlich von Bedeutung | 09293358 |
|                | Villa mit Einfriedung, Vorgarten und Garage im Hof                                                                              | Fechnerstraße 2 (Karte)                     | 1885 (Villa)                                                                   | heute Mutter-Kind-Heim, Klinkerfassade, im Landhausstil, baugeschichtlich von Bedeutung | 09293037 |
|                | Mietshaus in offener Bebauung mit Einfriedung und Vorgarten                                                                     | Fechnerstraße 3 (Karte)                     | 1906 (Mietshaus)                                                               | Putzfassade, baugeschichtlich von Bedeutung | 09293038 |
|                | Villa mit Einfriedung, Vorgarten und Garten                                                                                     | Fechnerstraße 4 (Karte)                     | um 1895 (Villa)                                                                | Putzfassade, baugeschichtlich von Bedeutung | 09296924 |
|                | Mietshaus in offener Bebauung mit Einfriedung und Vorgarten                                                                     | Fechnerstraße 5 (Karte)                     | um 1900 (Mietshaus)                                                            | Putzfassade, baugeschichtlich von Bedeutung | 09293039 |
|                | Mietshaus in offener Bebauung in Ecklage mit Vorgarten                                                                          | Fechnerstraße 6 (Karte)                     | wohl um 1890 (Mietshaus)                                                       | Putzfassade mit Sandsteingliederung, baugeschichtlich von Bedeutung | 09293040 |
|                | Mietshaus in offener Bebauung in Ecklage mit Einfriedung und Vorgarten                                                          | Fechnerstraße 7 (Karte)                     | 1885 (Mietshaus)                                                               | Putzfassade mit Sandsteingliederung, baugeschichtlich von Bedeutung | 09293041 |
|                | Villa mit Vorgarten | Fechnerstraße 8 (Karte)                     | 1895/1900 (Villa)                                                              | Putzfassade, im Landhausstil, baugeschichtlich von Bedeutung | 09296865 |
|                | Mietvilla, Nebengebäude, Vorgarten und Einfriedung sowie Garten                                                                 | Fechnerstraße 10 (Karte)                    | 1897 (Mietvilla)                                                               | Putzfassade, Terrasse, baugeschichtlich von Bedeutung | 09293043 |
|                | Doppelmietshaus mit Nr. 13 in halboffener Bebauung mit Einfriedung und Vorgarten                                                | Fechnerstraße 11 (Karte)                    | 1888 (Mietshaus)                                                               | Putzfassade, baugeschichtlich von Bedeutung | 09293044 |
|                | Doppelmietshaus in offener Bebauung mit Einfriedung und Vorgarten                                                               | Fechnerstraße 12; 14 (Karte)                | 1905/1915 (Doppelmietshaus)                                                    | Putzfassade, baugeschichtlich von Bedeutung | 09296866 |
|                | Doppelmietshaus mit Nr. 11 in halboffener Bebauung mit Einfriedung und Vorgarten                                                | Fechnerstraße 13 (Karte)                    | 1889 (Mietshaus)                                                               | Schieferdach, Putzfassade, baugeschichtlich von Bedeutung | 09294360 |
|                | Mietshaus in offener Bebauung in Ecklage mit Einfriedung und Vorgarten                                                          | Fechnerstraße 15 (Karte)                    | 1910 (Mietshaus)                                                               | Putzfassade, baugeschichtlich von Bedeutung | 09293046 |
|                | Remise (Nr. 3) mit Einfriedung und Pflaster sowie Garten auf dem Grundstück Friedensstraße 1                                    | Friedensstraße 1; 3 (Karte)                 | 1893 (Remisengebäude)                                                          | Gebäude mit Klinkerfassade, baugeschichtlich und ortsentwicklungsgeschichtlich von Bedeutung | 09293410 |
|                | Villa mit Einfriedung, Garten und Hofpflasterung                                                                                | Friedensstraße 2 (Karte)                    | 1862 (Villa)                                                                   | Putzfassade, Figurennische mit Skulptur, baugeschichtlich von Bedeutung | 09293409 |
|                | Villa mit Einfriedung, Wegepflaster und Garten                                                                                  | Friedensstraße 4 (Karte)                    | 1865 (Villa)                                                                   | Putzfassade, hölzerne Heizungsverkleidungen, baugeschichtlich von Bedeutung | 09293411 |
|                | Einfriedung einer ehemaligen Villa                                                                                              | Friedensstraße 5; 5a; 5b; 5c (Karte)        | 1860/1870 (Garteneinfriedung)                                                  | Ziegelmauer mit hohem Sockelbereich und Lattenfeldern, baugeschichtlich von Bedeutung | 09293173 |
|                | Villa mit Einfriedung und Vorgarten                                                                                             | Friedensstraße 6 (Karte)                    | 1862 (Villa)                                                                   | Putzfassade, Terrasse mit eisernem Geländer, baugeschichtlich von Bedeutung | 09293413 |
|                | Einfriedung einer ehemaligen Villa                                                                                              | Friedensstraße 7 (Karte)                    | 1860/1870 (Garteneinfriedung)                                                  | baugeschichtlich von Bedeutung | 09296879 |
|                | Villa, mit Garten | Friedensstraße 9 (Karte)                    | 1872 (Villa)                                                                   | Putzfassade, Marmorstufen und Windfangtür im Eingangsbereich, baugeschichtlich von Bedeutung | 09293406 |
|                | Handschwengelpumpe mit Brunnenschacht und Abdeckplatte                                                                          | Fritz-Seger-Straße (Karte)                  | 1912 (Handschwengelpumpe)                                                      | Typ Vogelkäfig, ortsgeschichtlich von Bedeutung | 09294853 |
|                | Villa mit Einfriedung, Garten, Vorgarten und Gartenlaube                                                                        | Fritz-Seger-Straße 7 (Karte)                | 1872 (Villa)                                                                   | Putzfassade, baugeschichtlich von Bedeutung Juni 1872 Antrag von Maurermeister Heintze auf Bau eines Wohnhauses für Dachdeckermeister August Mutze. Der freistehende villenartige Bau ursprünglich eineinhalbgeschossig mit kurzem rechten, um ein Geschoss erhöhten Seitenflügel. Der Eingang an der Rückseite führte zu einem gewendelten Treppenaufgang. Küche, Mädchenkammer und „Privat“ lagen im Souterrain. Später zahlreiche Umbauten: 1890 Aufstockung des zurückgesetzten Teils, 1911 Umbau des Treppenhauses, Verlegung des Eingangs an die Seitenfront und Anbau eines polygonalen Verandavorbaus. 1917 Einbau einer Bäckerei im Souterrain, Erweiterung der Hofbebauung für die Pumpernickel-Fabrik „Germania“. 1920 Vergrößerung des Hauses durch Anbau mit breiter Fensterachse und überkuppeltem Halbrunderker. Dabei die Putzgestaltung des alten Hauses mit aufgeputzten Streifen übernommen. Bis 1933 Bestand der Pumpernickel-Fabrik. Danach Erwerb durch Kraftdroschkenunternehmer und Einrichtung eines Garagenhofes. Erhalten die schmiedeeiserne Einfriedung, um 1890. LfD/1998/2002 | 09262327 |
|                | Villa mit Einfriedung und Vorgarten                                                                                             | Fritz-Seger-Straße 8 (Karte)                | 1902 (Villa)                                                                   | Putzfassade, baugeschichtlich von Bedeutung 1. September 1902 Antrag von Apotheker Curt Schraps auf Villenbau, Pläne von Baumeister Ernst Fritz Schade. Die Längsseite der Villa ist zur Richterstraße gewandt. Hier lagen die von der zentralen Diele ausgehenden drei Haupträume, während sich der über eine Freitreppe zugängliche Eingang an der zur Fritz-Seger-Straße gelegenen Nordseite befindet. Vom dahinter liegenden Dienstboteneingang waren Küche und Wirtschaftsräume im Souterrain zugänglich. Schlaf-, Kinder- und Gästezimmer lagen im Ober-, die Mädchenkammer im Dachgeschoss. Die zum Garten gewandte Südseite besitzt wie üblich Veranda, Terrasse und Freitreppe, die Straßenseiten sind durch Erker und Balkone bewegt gestaltet. Der reichlich vorhandene Baudekor: florale Stuckreliefs an Giebeln, Erkern, Fenstern, sowie Balkongitter und Einzäunung zeigen die Jugendstilformen der Zeit. Flache Ecklisenen und ein leicht profiliertes Gesimsband fassen den Gebäudekubus zusammen. 1912 erwarb der Verlagsbuchhändler Hilmar Klasing (Verlag Velhagen & Klasing) die Villa. LfD/1998/2002 | 09262326 |
|                | Villa mit Einfriedung und Vorgarten                                                                                             | Fritz-Seger-Straße 14 (Karte)               | 1886–1887 (Villa)                                                              | Klinkerbau, baugeschichtlich von Bedeutung 31. Oktober 1886 Antrag von Baumeister Robert Weber auf Bau eines herrschaftlichen Wohnhauses für Geheimrat Wülker. Der schlichte Rechteckbau mit hellroter Verblendziegelfassade in den beiden Obergeschossen ist nur leicht durch Putzstreifen am Eingangsrisalit und Gesimsstreifen gegliedert. Das Souterrain wird durch dunkelrote Klinker abgesetzt. Abweichend vom üblichen Schema, nach dem die Haupträume unabhängig von der Himmelsrichtung nach der Straße gelegen waren, sind hier – an der Nordseite – nur Küche, Speisekammer und ein Zimmer angeordnet. Zum Garten gewandt waren dagegen Studierzimmer, Speisezimmer und der Salon, dem eine (1913 vergrößerte) Veranda vorgelegt war. Im Souterrain befand sich eine große Badestube. LfD/1998/2002 | 09293002 |
|                | Villa | Fritz-Seger-Straße 16 (Karte)               | 1901 (Villa)                                                                   | zweigeschossige Villa mit Putzfassade, seitlichem Treppenaufgang und Windfangtür, baugeschichtlich von Bedeutung November 1900 erster Antrag auf Bau einer Villa von Universitätsprofessor und Literaturhistoriker Albert Köster, Pläne von Architekt Hugo Groothoff, Hamburg. Neue Pläne von Groothoff März 1901. Ein deutliches Konzept der Raumplanung „von innen nach außen“ bringt einen stark bewegten Umriss hervor. Besonders der an der Südwestseite gelegene Eingangstrakt ist in Höhe und Tiefe gestaffelt. Er besteht aus eingeschossigem Garderobenvorbau (mit dreifach gekuppelten Fenstern), dem mit Spitzgiebel bis ins Dach reichendem Treppenhausrisalit (mit gestaffelten Fenstern und einem großen stufigen Fenster, das die dahinter liegende Diele beleuchtet) und einem zweigeschossigen Vorbau hinter dem sich das Speisezimmer befand. Im straßenseitigen Risalit hinter dem großen, von Jugendstilstuck und einem Ochsenauge geschmückten Fenster befand sich die Bibliothek, daneben in der Rücklage das Arbeitszimmer, während auf der Gartenseite ein Salon mit Erker, das Musikzimmer mit polygonalem, dreifenstrigen Vorbau und das durch eine Veranda erweiterte Esszimmer lagen. Im Souterrain befand sich neben Küche und Wirtschaftsräumen auch eine Zentralheizung. Noch stärker als die Straßenseite ist die Gartenfront mit unterschiedlich hohen Anbauten, Veranden mit Holzaufbau und verschiedenen Bedachungen malerisch unregelmäßig gestaltet. Die Einfriedung bestand aus Eisengitter über Ziegelsockel. Zwischen Nummer 17 (unbebaut) und Nummer 19: Handschwengelpumpe vom Typ „Vogelkäfig“ mit kassettiertem Pumpenkörper, um 1910. LfD/1998/2002 | 09293003 |
|                | Mietvilla mit Einfriedung, Vorgarten, Hofpflaster und Garage                                                                    | Fritz-Seger-Straße 19 (Karte)               | 1912 (Mietvilla)                                                               | Putzfassade, Balkon, baugeschichtlich von Bedeutung 1872 Bau einer Villa nach Plänen des Bauherrn, Architekt Emil Hetzel. Der kleine zweigeschossige Bau mit dreiachsiger klassischer Fassade und Flachdach wurde 1891 durch Max Bösenberg für Luise Weidlich geringfügig umgebaut und 1910 an Verlagsbuchhändler Otto Klasing (Velhagen & Klasing) verkauft, dem das Nachbargrundstück (heute Sportplatz) mit einer großen Villa aus den 1860er Jahren gehörte. Dieser stellte 1912 den Antrag auf Abriss des alten Hauses zugunsten eines Neubaus mit Garagen und Autowerkstatt. Die Pläne schuf Architekt Fritz Schade. Das Landhaus mit zwei Seitenrisaliten und steilem, weit vorkragendem Dach. Im Souterrain zwei Einfahrten zur „Automobilhalle“, die mit 3 Garagen, Autogruben, Werkstatt und Wohnung des Chauffeurs das gesamte Untergeschoss des Hauses einnahm. Der Eingang zu den Wohnungen der Obergeschosse befindet sich an der rechten Seitenfront in einer großen Bogenloggia. Das Treppenhaus im rechten Risalit wird an dem großen dreiteiligen Fenster erkennbar. Dahinter erstreckt sich eine lang gestreckte Diele, von der nach vorn drei Zimmer ausgehen – der große Hauptraum ist durch den Erker in Form eines „Chörleins“ hervorgehoben. Von einer verglasten Loggia im Obergeschoss der südwestlichen Seitenfront führt eine Treppenanlage zum Garten, darunter ein Wandbrunnen. Zur Nordseite gewandt lagen mehrere Zimmer und die Küche. Das stark ausgebaute Dachgeschoss enthielt sieben Zimmer, Bad usw. Die zahlreichen Giebel, Klappläden und die ursprünglich mit Spalieren versehenen Flächen des Erdgeschosses verliehen dem Bau Landhauscharakter, zeittypischer Architekturschmuck sind die Noppenrahmung am Erker und kannelierte dorische Säulen an Loggia und Eingang. LfD/1998/2002 | 09293004 |
|                | Villa mit Einfriedung, Vorgarten und Garten                                                                                     | Fritz-Seger-Straße 21 (Karte)               | 1897–1900 (Villa)                                                              | Putzfassade, baugeschichtlich von Bedeutung 13. September 1897 Antrag von Architekt Alphons Berger auf Bau einer Villa für Kaufmann Adolf Poppe. Die zweigeschossige Villa erscheint als Kubus über quadratischem Grundriss, durchdrungen von kräftigen Risaliten, die über das Flachdach des Baukörpers hinausragen. Die straßenseitige Vorlage mit Giebelabschluss und halbrundem Erkervorbau. An die seitlichen Risalite schließen sich zwei Terrassen nach dem Garten und eine Loggia mit kräftiger kannelierter Ecksäule zur Straße hin. Von der zentralen Diele gingen nach vorn wie üblich die Repräsentationsräume: Speisezimmer mit Erker, Wohnzimmer und Herrenzimmer mit Loggia aus. Küche und Wirtschaftsräume lagen im Souterrain. Das Äußere der Villa (die Pläne im Mai 1898 noch einmal verändert) zeigt bereits deutliche Züge des Jugendstils, beeinflusst offensichtlich durch gleichzeitigen Villenbauten von Paul Möbius. Wie bei diesem besitzen die plastisch hervortretenden Putzstreifen, die gesimsartig den Baukörper umfassen und gleichzeitig als Brüstungsgliederung für die straßenseitigen Balkone dienen, in gleicher Weise konstruktiven wie dekorativen Charakter. Auch die gekehlten Halbrundabschlüsse der Oberlichtfenster, die geschwungenen Kämpfer und die floralen konsolartigen Gebilde (die ähnlich noch einmal an den Zaunpfosten erscheinen) weisen in diese Richtung. Typisch für die frühe Jugendstilphase ist auch die Gestaltung des Eingangs an der Südwestseite mit monumentaler Rahmung durch weit geschwungene Konsolen, die in weiblichen Köpfen enden. Darüber ein über zwei Geschosse reichendes Thermenfenster. 1919 Verkauf an Bergwerksbesitzer und Kohlegroßhändler Hickethier, ab 1959 Betriebskindergarten. LfD/1998/2002 | 09293005 |
|                | Mietshaus in offener Bebauung, mit Einfriedung, Garten und Vorgarten                                                            | Fritz-Seger-Straße 23 (Karte)               | 1897–1898 (Mietshaus)                                                          | Klinkerfassade, baugeschichtlich und ortsentwicklungsgeschichtlich von Bedeutung 23. November 1897 Antrag von Oswald Braune auf Wohnhaus-Neubau, Pläne von Baumeister Moritz Wilde. Der unambitionierte Bau mit durch Putzstreifen gegliederter Ziegelfassade enthielt Etagenwohnungen, erschlossen vom seitlichen Eingang über einen lang gestreckten Korridor. Die Wohnungen enthielten jeweils zwei Ecksalons und zwei Wohnzimmer nach vorn, nach hinten Schlafräume, Küche und Mädchenkammer. Die Fenster der beiden unteren Geschosse besaßen schmale Verdachungen, das Erdgeschoss eine Putznutung. LfD/1998/2002 | 09293006 |